# ミーム

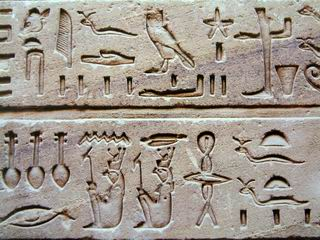
エジプト文字。言語は、ミームの一種である。

ミーム（英: meme、発音 [miː m] ( 音声ファイル)）とは、脳内に保存され、他の脳へ複製可能な情報であり、例えば習慣や技能、物語といった社会的、文化的な情報である。『日本大百科全書』における人工知能研究者の中島秀之の説明によると、ミームは文化的自己複製子であり、ミームは比喩(ひゆ)ではなく遺伝子と同じく実体である。『利己的な遺伝子』によれば、ミームは脳神経回路の型である。ミームが脳の外へ複製された具体例としては衣服、壺、アーチ、宗教的行動、科学者の講演、論文などが挙げられている。

## 概要
リチャード・ドーキンスの進化生物学書『利己的な遺伝子』で、ミームは比喩としてではなく、厳密な意味で生きた構造であり、自己複製的な脳構造、すなわち脳から脳へと再構成されるような神経回路の具体的な型だとされている。ミームの神経的なハードウェアについての研究の一例としては、脳科学者ユアン・デリウス（Juan Delius）の論文がある。
『日本大百科全書』によると、生物の進化においてミームは重要であり、例えば一部の鳥類の鳴き声や動物による狩りなどは、遺伝ではなく、親から子への教育としてのミームである。
文化的な情報は会話、人々の振る舞い、本、儀式、教育、マスメディア等によって脳から脳へとコピーされていくが、そのプロセスを進化のアルゴリズムという観点で分析するための概念がミームである（ただし、ミームとは何かという定義は論者によって幅がある）。ミームを研究する学問はミーム学 (Memetics)と呼ばれる。
ミームは遺伝子との類推から生まれた概念である。それはミームが「進化」する仕組みを、遺伝子が進化する仕組みとの類推で考察できるということである。つまり遺伝子が生物を形成する情報であるように、ミームは文化を形成する情報であり、進化する。
さらに遺伝子の進化とミームの進化は無関係ではなく、相互に影響しあいながら進化する。
ミームの日本語での訳語は模倣子、模伝子、意伝子がある。

## 概史

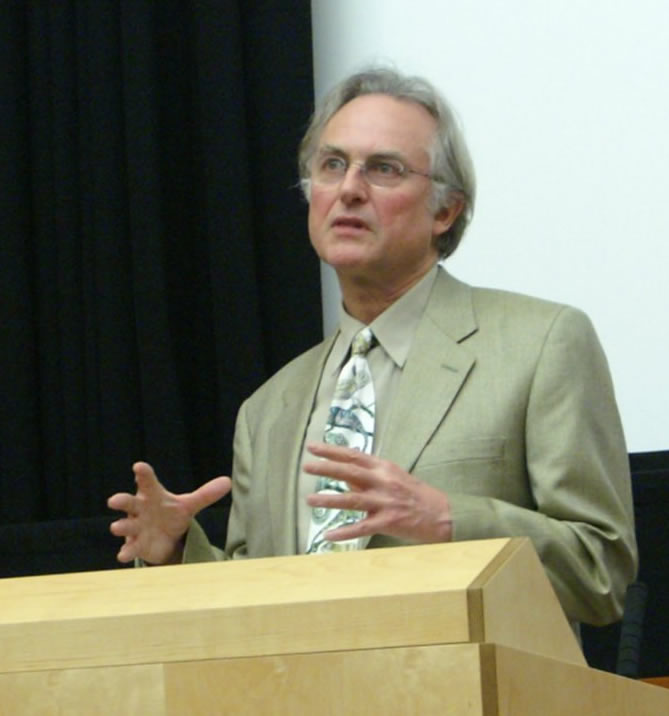
リチャード・ドーキンス

もともとミームという言葉は、動物行動学者、進化生物学者であるリチャード・ドーキンスが、1976年に『利己的な遺伝子』という本の中で作ったものである。まず、ドーキンスはギリシャ語の語根 から mimeme という語を作った。mim は「模倣」を意味し、-eme は「…素」を意味する名詞を作る接尾辞である。彼は、この語を遺伝子（gene）のような一音節の単語にしたかったので、縮めて meme「ミーム」 とした。ドーキンスは meme について、memory「記憶」やフランス語の même [mɛːm]「同じ」と結びつけて考えることもできるだろうと述べている。ドーキンスは、ミームを脳から脳へと伝わる文化の単位としており、例としてメロディやキャッチフレーズ、服の流行、橋の作り方などをあげている。
その後、ミームはドーキンスやヘンリー・プロトキン、ダグラス・ホフスタッター、ダニエル・デネットらにより、生物学的・心理学的・哲学的な意味が考察されるようになった。初めてミーム学についてまとめられた本が出版されたのは、リチャード・ブロディの『ミーム―心を操るウイルス』であり、その後スーザン・ブラックモアが『ミーム・マシーンとしての私』でさらにミーム学を発展させた。
ミーム学は二つの意味で進化論に基づいている。一つは、ミームの進化を遺伝子の進化との類推でとらえられること、もう一つは、ミームの進化は遺伝子がどのように進化してきたかと関わりがあることである。ここでの進化論は利己的遺伝子の理論である。
ドーキンスは進化における自然選択の働きを説明するために、遺伝子以外にも存在しうる理論上の自己複製子の例としてミームを提案した。ドーキンスの視点によれば、自然選択に基づく進化が起きるためには、複製され、伝達される情報が必要である。またその情報はまれに変異を起こさなければならない。これは生物学的進化では遺伝子である。この複製、伝達、変異という三つの条件を満たしていれば遺伝子以外のなにかであっても同様に「進化」するはずである。
災害時に飛び交うデマ、流行語、ファッション、言語、メロディなどの文化情報の伝承伝播の仕組みを、論者の定義に基づいて説明することがある。
例えば「ジーパンをはく」という風習が広がった過程をある論者のミームの遺伝子との類推からとらえなおせば、次のようになる。
「1940年代後半のアメリカで「ジーパンを履く」というミームが突然変異により発生し、以後このミームは口コミ、商店でのディスプレイ、メディアなどを通して世界中の人々の脳あるいは心に数多くの自己「情報」の複製 を送り込むことに成功した。」
ミームの定義は論者によって様々なものが用いられるが、主に人類の文化進化の文脈において用いられる概念である。文化を脳から脳へ伝達される情報と見なす視点は、文化を超個体的な実体と見なす伝統的な社会学の視点と対照的である。

## 諸定義

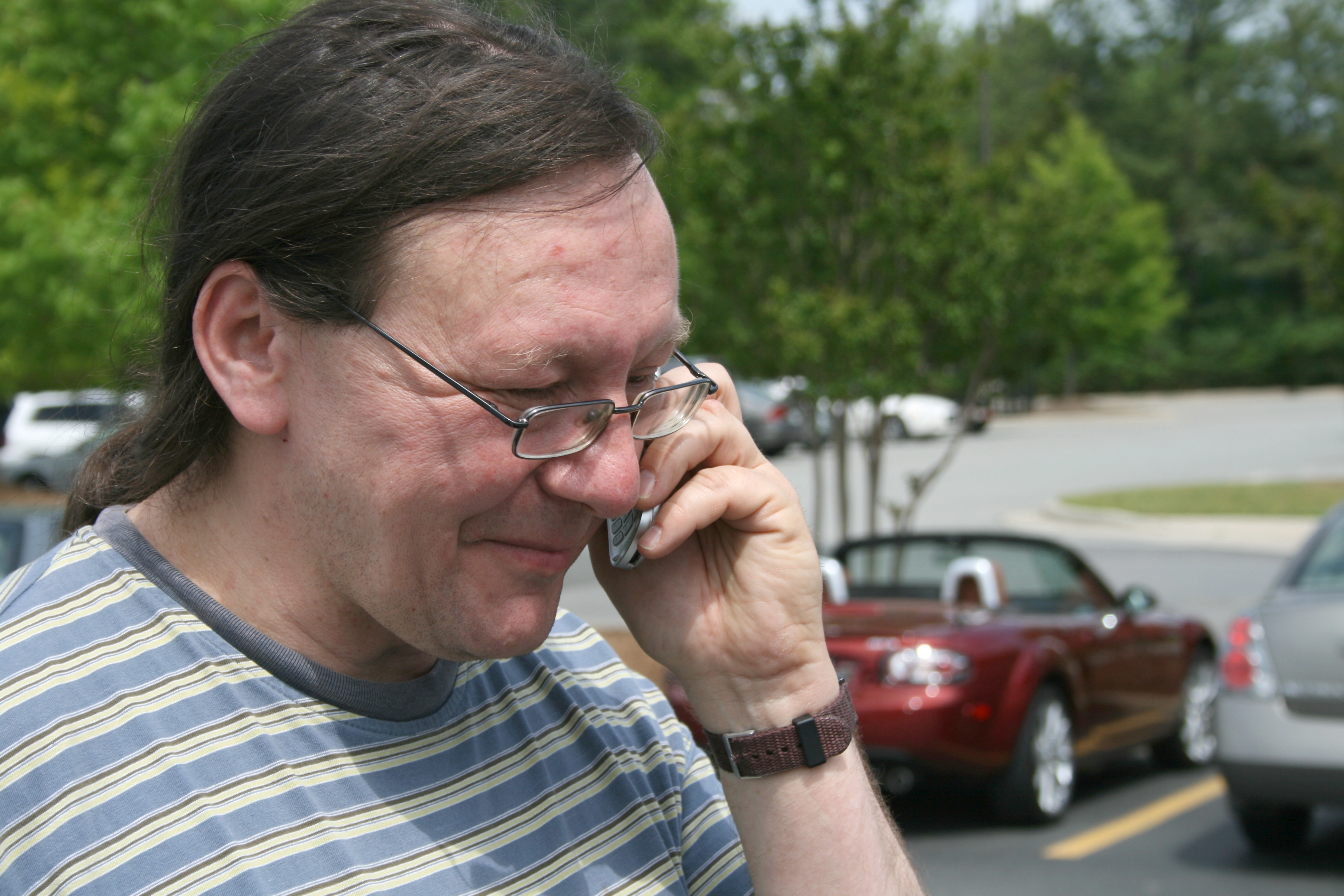
携帯電話で話す男性

「ミーム」の概念は、ドーキンスが唱えたミーム＝情報伝達における単位としての定義を超えて、どのようなものでもミームであると誤解され論じられることが多い。さらに論者によって、また同じ論者でも研究の発展に応じてその指し示す対象にはかなりのずれがあるので、各ミーム論者の理論に対する信憑性の判断にはミーム論争自体への客観的な理解と、文化研究を専門とする人類学をはじめとした社会科学分野への理解が必要である。ここではいくつかの定義を例示する。

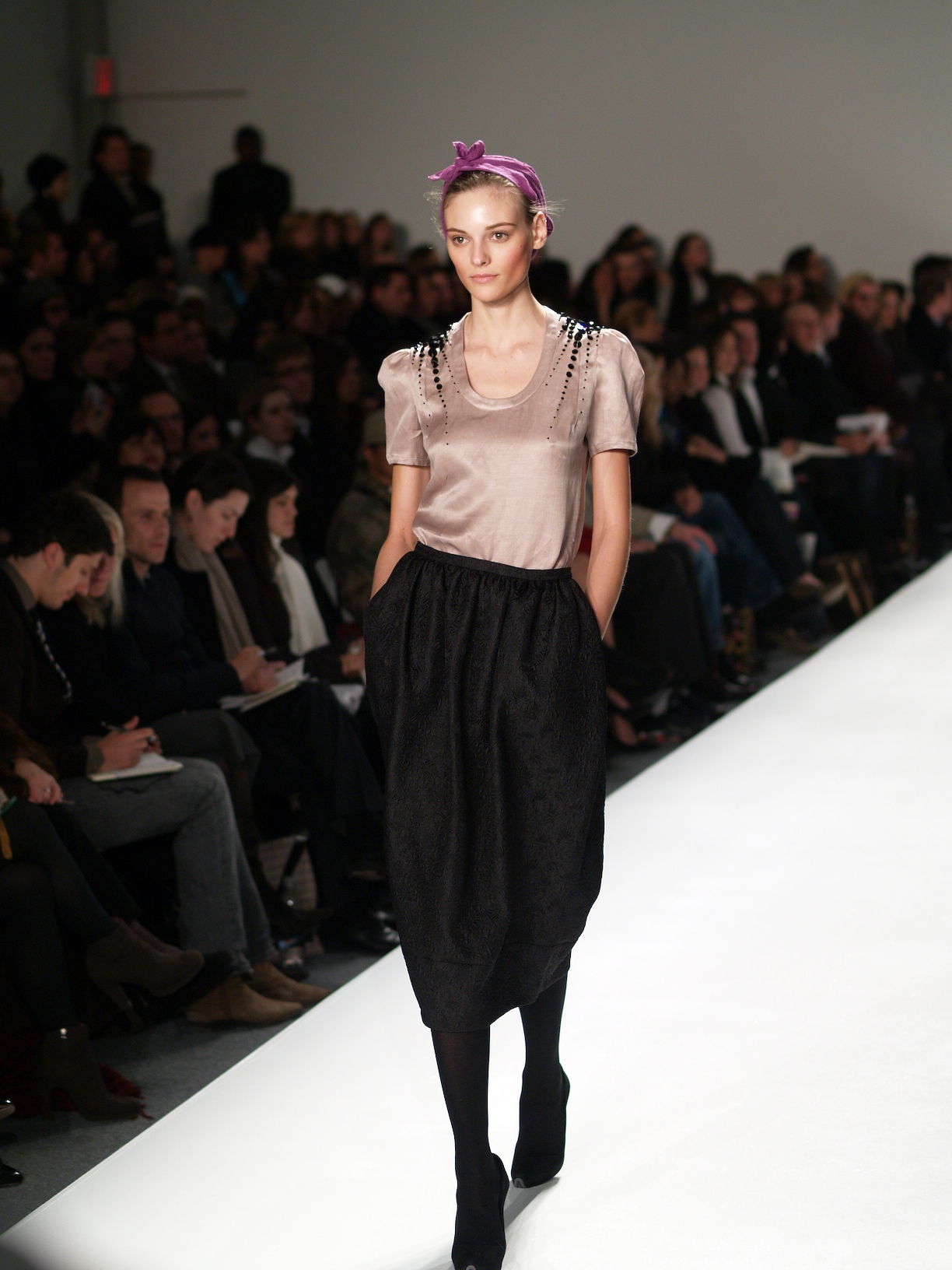
ファッションショー。ドーキンスが『利己的な遺伝子』に述べたミームの定義において、ファッションはミームの一例である。

文化の伝達や複製の基本単位（ドーキンス、1976）
ドーキンスのミームの定義によると、文化は人の脳から脳へと伝達されるミームからできており、ミームは文化の原子のようなものである。遺伝子は精子と卵子を通じて広まるが、ミームは脳を通じて広まる。したがって、より多くの脳に広まったミームが文化形成に大きく関与していることになる。例えば、ミニスカートはミームであり、それが多くの心に広まることでミニスカートが流行し、文化を形作る。あるいは、歌のメロディはミームであり、人々がそのメロディを口ずさめば多くの心へ広まり、文化となる。このように、この定義により、文化全体を分かりやすい部分に分解し、それぞれがどのように作用しあい、進化していくのかを見ることができる。
この場合、ミームの単位はどのように区切られるかということは自明ではない。例えば交響曲の場合、ある交響曲全体で一つのミームなのか、一つ一つのメロディを一つのミームとするのかといったことである。ドーキンスは、便宜上、複製や淘汰を見ることができる一つの単位を、一つのミームと考えられるとしている。したがって、一つのミームも二つに分けて考えることはでき、二つのミームを一つのまとまりと捉えることも可能である。
ただし、この定義では、なぜあるミームが広がり、あるミームは広がらないのかが、あまり説明できないとリチャード・ブロディは言っている。
文化の遺伝単位であり、遺伝子のような働きをする。---（ヘンリー・プロトキン）
プロトキンによる定義では、ミームと遺伝子との類似性が強調され、ミームと人の行動との関係は、遺伝子と身体との関係と同じである。つまり、遺伝子の情報が身体の特徴、目の色や髪の毛の色などを決めるのに対し、ミームが行動を決定する。ミームがコンピューターのソフトウェアだとすれば、脳がハードウェアである。つまり、ミームは心のプログラムである。
この定義におけるミームは、文化を分解したものではなく、心の中に存在する。例えば、流行の服がミームなのではなく、「流行の服を着るのはおしゃれである」、「おしゃれな服を着ることは、異性を引きつける」、「異性を引きつけると幸せになれる」などといった知識のようなミームが個人個人の心の中に存在し、これらが一緒に働いて流行の服を着るという行動を起こす。そして他の人の心に「あの服が流行している」というミームを作ることにもなる。服や橋といった文化は、心の中にあるミームが作り出している。
この定義では説明できない点は、知識というものが、人間の心の外にも存在することであるとブロディは言っている。例えば、人間が新しい宇宙の天文学的知識を発見した場合に、それが文化や人の行動に及ぼす影響をどのように考えるかといった問題である。
文化的に伝播された教訓の単位。ミームは自ら形を作りあげ、記憶に残る複雑なある種の考えになる。ミームは媒介物によって広まっていく。（デネット、1995）

この定義ではミームは心の中にあり、心の外に影響を及ぼす。ミームがある心から、外側の媒介物を通じて多くの心に広まっていく様子を、ミームの視点で見ていく。私たち自身が考えを形作るのではなく、考えが自ら「形を作る」というのは、実際にはあり得ない。しかし私たちが「ミームの視点」から考えることで、それにより特定のミームがどのように広まったり、変異を起こしたり、消えるのかを見ることができる。
例えば、「携帯電話を持つ」というミームは、携帯電話という媒介物を通して広まっていく。ある携帯電話で話している人を見た人が、自分もその携帯電話を持とうと考えるようになる、といった具合である。これが何度も繰り返されてミームが広まる。そうした過程における人の振る舞いを見て、なぜその携帯電話が人々を引きつけるのか、あるいは、なぜある携帯電話は人を引きつけないのかを考えることができる。
ただし、この定義ではミームの媒介物がはっきりしない場合があるとブロディは言っている。はっきりした媒介物ではなく、人間の複雑な振る舞いを通してミームが広まるケースが多いからである。
心を構成する情報の単位(一つ一つのまとまり)であり、他者の心へ同じ情報がコピーされるように、いろいろな出来事への影響力を持つ。（ブロディ、1996）
ブロディの定義では、ミームは社会における文化を構成しているだけでなく、一人の人間の心も構成している。この定義は、ドーキンス、プロトキン、デネットのそれぞれの定義の大事なポイントを押さえた「実用的定義」である。
以上の他には以下のような定義がある。
- 脳内にある情報の単位（ドーキンス、1982）
- 強い伝染力を持つ知識、アイデア、概念（リンチ、1996）
- 脳に貯蔵され突然変異によって変質した習性に近い教訓（ブラックモア、1999:邦訳106ページ）

## 歴史
ミームは、「進化論というアルゴリズムに支配される遺伝子」というパラダイムの、文化への適用という形で提案された。リチャード・ドーキンスの著書『利己的な遺伝子』（1976年）で初めてこの語が用いられ、定着した。ドーキンスは「ミーム」という語を文化伝達や模倣の単位という概念を意味する名詞として作り出した。以降、進化論・遺伝学で培われた手法を用いて文化をより客観的に分析するための手段として有用性が検討されている。
文化が遺伝子のような単位で伝達されるという考え方はドーキンス以前にもあった。
- 旧制度学派経済学者のヴェブレンは、社会や経済の進化がダーウィン的だという考え方を持っていた。
- 人類学者クロークは、1975年に断片的な「文化的な指示」を人々が模倣しあうことで文化が伝達されると考えた。
- 最近では、イギリスの生物学者ジュリアン・ハクスリーやドイツの生物学者リヒァルト・ゼーモンらも、20世紀初頭に類似の概念を提唱していたことが指摘されている。とくにゼーモンは1904年に「ムネーメ（mneme）」という用語を提唱している。

さらに歴史をさかのぼると、18世紀の啓蒙思想による社会や文化の進歩思想の影響が大きい。もともと生物の進化論は社会の進歩論を自然界に適用したものであり、ミームの考えかたは、進化生物学経由でもう一度この考えかたが社会現象や文化に回帰してきたとみなすこともできる。
また、1985年にはロバート・ボイド（Robert Boyd）とピーター・リチャーソン（Peter Richerson）が、ミームなどの文化的な複製子による文化の進化と、遺伝子による人間の生物的な進化とが相互に影響を与えあって共進化する、という考え方である二重伝承理論（Dual Inhertance Theory, DIT）を提唱し、注目を集めた。日本では佐倉統などがこの理論を研究している。また文化に関心を持つ一部の認知科学者はミームを文化や宗教の理解の助けにしようと試みる。例えばパスカル・ボイヤーは著書『神はなぜいるのか？』で、宗教がなぜ今あるような形で存在するのかを明らかにするためには、どのように個人が持つ「概念」が（ミームとして）記憶され、伝達されるのか人間の認知能力の構造を理解せねばならず、それは認知心理学の実験によってしか知ることができないと述べた。
1995年に、ドーキンスの River Out of Eden（『遺伝子の川』）が出版された。これは遺伝子進化についての本だが、ミームについても言及している。ドーキンスはこの本で、ミームを「自己複製爆弾」の一つ、ミーム爆弾と呼んでいる。もう一つの自己複製爆弾は生命である。これらを自己複製爆弾と呼ぶのは、自己複製が爆発のように強力な力となるからである。自己複製は、あるものが1つから2つになり、4、8、16、32、64、……と倍々に増えていくことができる（指数関数的増加）。その一つが生命であり、もう一つがミームである。

## 分類

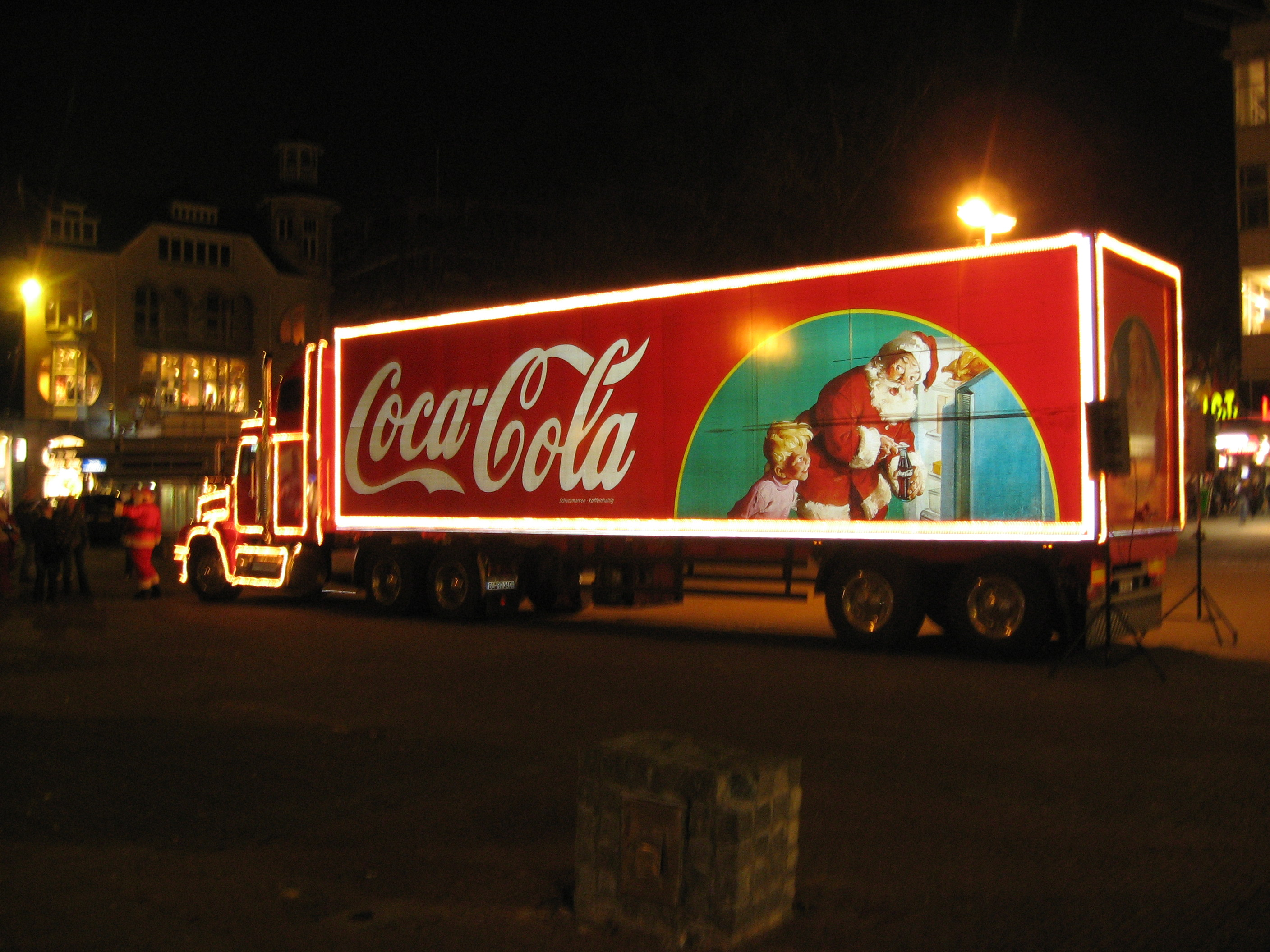
コカ・コーラのロゴタイプは多くの人の識別ミームとなっている。

佐倉統ほか(2001)によるもの。
流行ミーム
すでに広まっているもの。定着したものは、習慣あるいは伝統ミームへと移行する
習慣ミーム
意識されることなく繰り返されているもの。
伝統ミーム
意識的な活動によって維持されているもの。
掟ミーム
規範としての正式な承認を受けたもの。法やルールなど。
仕掛けミーム
広めることを意図して人為的に作られたもの。
伝道ミーム
他者にも伝えようという呼びかけが含まれているもの。
伝説&物語ミーム
事実かどうか判断のつかないもの。あるいはフィクション。
ミームに関するミーム
ミームの視点から問題を捉えなおしたもの。メタミーム。
ブロディ(1998)によるもの。
識別ミーム (distinction-memes)
私たち人間が、様々な物事を認識できるのは、世の中をあらゆる物事に分割してラベルを貼っている識別ミームが心の中にあるからである。例えば、「日本」とは、日本という識別ミームが私たちの心にあるから存在するのであって、日本という概念は現実ではない。もし日本というミームがなければ、陸と海があるだけである。また、このような概念と現実との区別も、ミームである。
このように、物事についてのあらゆる概念はミームであって、真理ではない。すなわち、ミーム学の考え方（パラダイム）において、この世に絶対的真理は存在しない。なぜなら、物事にラベルを貼るやり方は、何通りもあるからである。例えば、土に対して、「土」以外の識別ミームを使えば、土を分子一つ一つに分解して識別することもできる。
あるブランド・ロゴの識別ミームを心に持っていれば、知らないブランド・ロゴの商品よりも目に入り、買う可能性が高い。例えばコカ・コーラのロゴタイプは多くの人が識別ミームとして持っている。これにより人々は店内でコーラを選ぶ時、見慣れないコーラよりもコカ・コーラの方を手に取りやすくなる。
英語が理解できる人、つまり英語の識別ミームを持った人は、英語を聞き取ることができる。しかし、英語の識別ミームを持っていない人は、英語を聞いても理解できない。
このように、心に持っている識別ミームによって、人々の受け取る情報は選別され、行動も変わる。
関連づけミーム (association-memes)
ミーム同士を関連づけるミーム。関連づけミームにより、ある物事（ミーム）によって別の感覚や考え（ミーム）が心に浮かぶ引き金となる。例えば、何かのにおいを嗅いで、過去の記憶を思い出すのは、においと記憶の関連づけミームがあるからである。また、「学校」という言葉を聞いて、自分の「学校での体験」が心に浮かぶのは、学校と「自分の体験」との関連づけミームが心にあるからである。
テレビCMでは、製品といい気分の関連づけミームを視聴者の心に作り出す。例えば、女優の魅力と商品を関連づけたり、音楽の心地よさと商品を関連づける。
戦略ミーム (strategy-memes)
「何々をすれば何々という結果になる」という、原因と結果に関するミーム。このミームが心にあることで、そのミームに基づいて人は行動する。例えば、パソコンの使い方、車の乗り方、日常会話の仕方、人間関係における行動の仕方等、様々な戦略ミームが心の中にある。ただし、人間は予測の付かない行動を取ることもあり、そうした場合は戦略ミームは関係ない。
人は無意識の中にたくさんの戦略ミームを持っている。戦略ミームは物事への予測を持っているが、常に予想通りになるとは限らない。例えば外国で車線が自国と反対になると、無意識下にある運転の戦略ミームが上手く機能しないため、とまどうことになる。
ある戦略ミームが必ずしも良い結果を招くとは限らず、そうしたミームが自分の心にあることに無自覚の場合もある。例えば、子供の頃に身につけた人間関係に関する戦略ミームが大人になってからも影響力を持つ場合、本人にとってマイナスとなることもありうる。
なお、strategy の訳に日本語の「戦略」が対応しているが、ここでは軍事的な意味ではない。

## 利己的遺伝子の進化

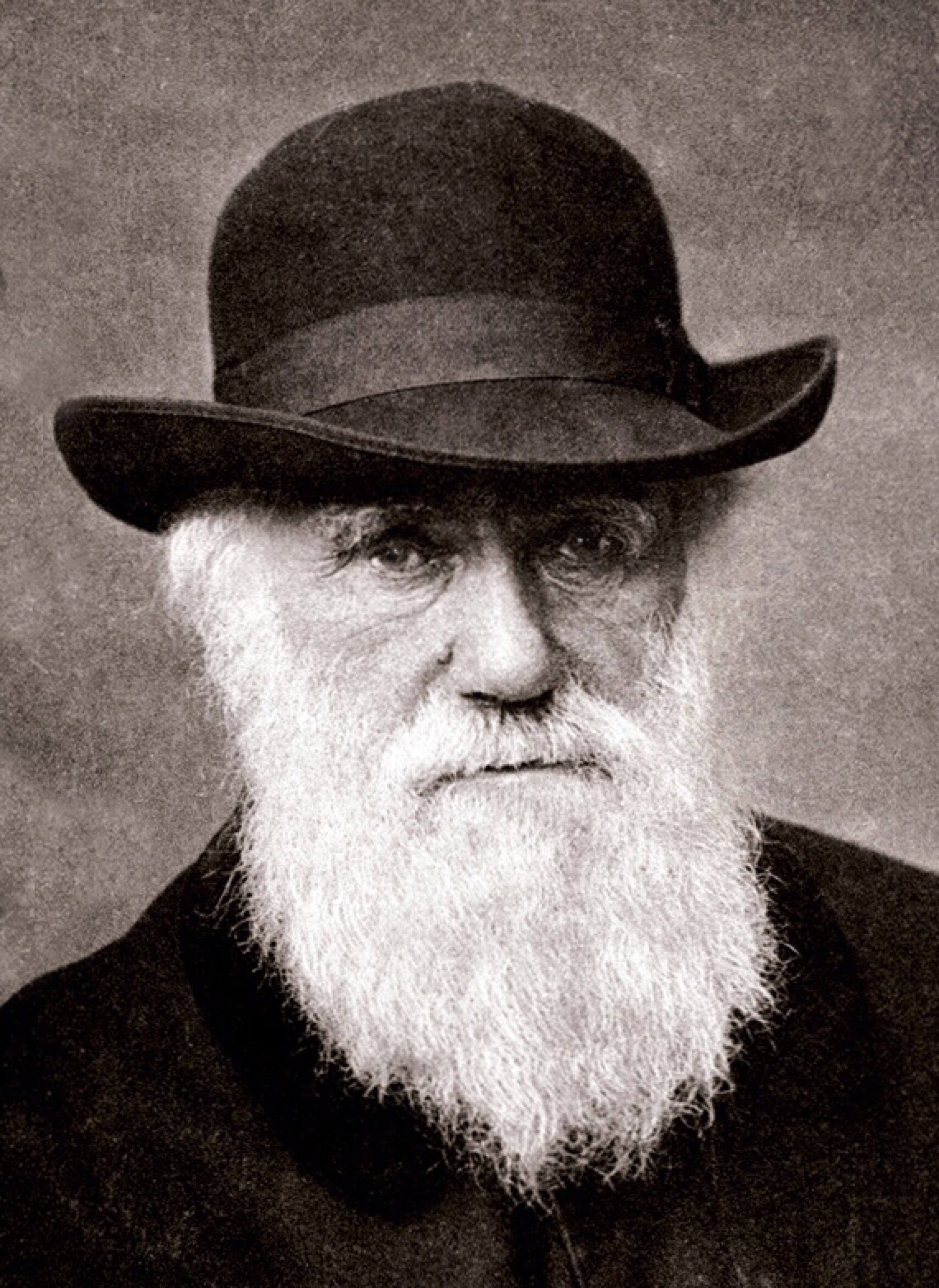
チャールズ・ダーウィン(1880年)

ミーム学を理解するために、利己的遺伝子の理論を理解する必要がある。ミーム学は進化論に基づいているが、進化論といっても、学者によって、また学者以外の論者によって、様々な理論がある。ミーム学で必要なのは、利己的遺伝子の理論である。ミーム学には以下の二つのことを理解する必要があるからである。

突然変異と自然選択の図解。上から下へ、突然変異で多様化が起き、自然選択され、再び多様化が起き、また自然選択され、生き残るのに有利な突然変異体が残り、増えていくことが示されている。

- 進化とはどのようなものか。
- 脳はどのように進化してきたか。

突然変異

遺伝子はDNAの中にあり、DNAは細胞の核の中にある。ひも状のDNAに、一般に生命の設計図と言われる遺伝情報が記録されているが、その中の、自分の複製（自己複製）を作ろうとする一部一部を遺伝子と呼ぶ。DNAにはたくさんの遺伝子が含まれる。後に述べるように遺伝子は「利己的に」自己複製する。
DNAの遺伝情報はほとんどの場合、次世代へ正確に複製される。しかし、まれに複製の時に遺伝情報に誤りが生じる。その誤りが突然変異である。
突然変異といっても様々な突然変異があり、突然変異を定義することは単純ではないが、平易な表現では遺伝情報の中の小さな部分が変化することである。さらに突然変異による進化が、急激に生物を大きく変化させるのか、それとも少しずつ変化させていくのかといった議論は、意見が分かれている。
自然淘汰
遺伝情報の突然変異により、DNAは多様化する。そして生存競争の結果、どのDNAが自己の複製を次世代に伝えられるかということで、遺伝情報は選択されていく。この選択が自然淘汰である（自然淘汰の原語は natural selection、日本の訳語では自然選択もある）。ただし、このプロセスは実際には複雑であり、研究、議論が続いている。
進化
生物は遺伝子の突然変異によって多様化し、多様化した生物の中から、環境に適応できる生物とそうでない生物が自然淘汰でふるいにかけられる。そうして残った子孫のDNAは、滅びたDNAよりも適応力の強い要素を持っている。このようにして、生物のDNAが環境に適応できる方向へ変化することが、進化である。
こうした進化が、DNAの情報だけでなく、心の世界の情報でも起きると考えるのがミーム学である。
利己的遺伝子

チャールズ・ダーウィンは、生物の進化をそれぞれの個体が子孫を残せるかどうかで論じたが、ダーウィンはDNAのことは知らなかった。実際には、複製されるのは、個体そのものではなくDNAである。DNAの中の遺伝子が、自分の複製を残すために進化しているというように、進化のプロセスを遺伝子の視点で考えるのが利己的遺伝子の理論である。ただし、実際に遺伝子が視点や意志を持っているという意味ではない。私達が遺伝子の視点に立って考えることで、進化が分かりやすくなるということである。
利己的遺伝子と呼ぶのは、進化が人間の幸福のためではなく、遺伝子がいかに自己複製を増やすか、をめぐって進行しているように見えるからである。例えば、私達が強い性的衝動を持つように進化してきたのは、私たちに性的衝動を持たせることが、ある遺伝子の自己複製に必要だからであり私達の生存や幸福のためではない、という視点である。一方、私たちの視点からは「私たちに性的衝動を持たせるために、その役割の遺伝子がある」と言えるが、この視点が間違いな訳ではない。両者の違いは視点の違いであり、「性的衝動は生存や幸福に役立たない」という意味ではない。しかし後に述べるように、遺伝子は必ずしも私たちの生存に役立たない。
遺伝子の視点に立てば、遺伝子が存在する理由は、自分の複製をDNAに残すためだけで、私たちの生存に貢献するためではない。遺伝子は自分を複製させるために、宿主である生物を利用している。DNAは細胞核の中で自分が複製されるのを待ち、宿主に食べ物を探させ、結婚相手を見つけさせ、敵と闘わせる。
利他的行動
利己的遺伝子の理論は、逆説的に動物の利他的行動について説明できる。働きバチは、母親の女王のために働くだけで、自分では子供を産まない。なぜなら、自分の生む子供のDNAよりも女王が生む子供のDNAの方が、自分のDNAに近いからである。
進化の方向
このように、利己的な遺伝子の視点から見れば、生物は遺伝子が自己複製するための乗り物である。利己的遺伝子にとって大事なのは自己複製であって、私達の肉体がよりよいものになることや、よりよい知性を身につけることではない。つまり遺伝子は、より多くの自己複製ができる方へ進化していくのである。
そのため進化とは、生存に適した肉体や知性を作るということは目的にしていない。したがって馬や犬などの動物がいつしか人間と同じ知性を持つようになるといった進化の方向性はない。例えば、昆虫は人間にあるような知性を持たないが、昆虫のDNAは人間より多く複製されている。
生物が生存しなければDNAの複製もできないため、DNAの進化は結果的に生存を助けることが多いが、寿命が短い生物が長い生物よりも繁殖力が強いケースもある。生存への利益と利己的遺伝子の複製への利益が天秤に掛けられた場合、複製への利益が常に優先される。
適応度
生物がどれだけ自分の複製を作れるかを「適応度」という。適応度の高い生物ほど自分たちを増やし、適応度の高い生物が自然淘汰で生き残る、というのがダーウィンによる進化の考え方であった。しかし利己的遺伝子の考え方では、生物ではなく、適応度の高いDNAが複製されることで進化は進行していくのである。すでに述べたように、複製されるのは生物の個体ではなくDNAだからである。
適応度の高さは、ただ自己複製をいくつ残せるか、を意味するのであって、身体の頑強さ、知性、寿命といったものは一切関係ない。
適応度はどのように決まるのか。資源の奪い合いにより、あるDNAが他のDNAに勝利することもありうるが、自然淘汰の働き方は資源の奪い合いとは限らず、地球環境の変化、異性の奪い合いなど、この世のあらゆるものが適応度へ影響を与えうる。
「設計」されない進化
進化において、肉体的な機能は、その機能の目的に合うように合理的に設計される訳ではない。進化は「設計」されるものではなく、様々な突然変異の偶然が重なって進化するからである。そのため、機能から考えれば不合理な肉体に進化することもある。例えば私達の目は不合理な構造の部分がある。進化は偶然生まれたものや不合理な部分が重なって進行していくためである。生存に適する遺伝子と、生存に適さない遺伝子では、もし後者の方がより適応度が高い場合、自然淘汰で生き残るのは後者の遺伝子である。
「進化」とはこのような現象であるため、ミームの進化においても、私達の利益になるかどうかではなく、適応度の高いミームが生き残る。
脳
私達の脳は、芸術を生み出したり学問を積んだりすることができ、これらはDNAの複製に結びつかず、不合理であるが、進化とは目的に合うようになった段階でストップする訳ではないのである。DNAにとって脳の本来の目的は、DNAの複製のための生存と生殖であるが、脳は生存と生殖に注意を払うようになってからも進化が止まらなかった。そうして私達の「意識」が、生存と生殖の機能の上に偶然生まれ、その意識の上に、様々な思考が作られているのである。そうした思考は、DNAの複製という目的からすれば、不必要な脳の使い方である。しかし脳の進化が設計されたものではないがゆえに、こうした脳の使い方が可能になったのである。
このように進化してきた脳は、優先的に生存や生殖に注意を払うため、その脳が行う思考も生存や生殖に自然に偏る。この傾向はミームを考える上で大切なポイントになる。
また、人間の脳は石器時代からほとんど進化していない。脳は石器時代に生き延びて子孫を残すように進化したが、現代社会は石器時代とは大きく異なる世界である。これは脳と現代社会に大きなギャップがあるということである。この点もミームを理解する上で大事なポイントになる。
ミーム
生物はDNAの複製のために一生を捧げるが、人間は例外的な存在とも考えられる。なぜならミームの進化がDNAの進化よりも生活に影響力を持つからである。
DNAが情報を記録し、複製することができるように、ミームも情報の記録と複製を行う。ただしミームの進化はDNAよりも非常に速く進行する。DNAは数千年かけて進化を進め、人は一生の間にDNAが進化することはないのに対して、ミームは数日や数時間で進化できるであろう。そのため、現代の私達には遺伝子進化よりミーム進化の方がずっと大きな影響力があるのである。

## ミームの進化
ミームの進化について、ブロディの説明を以下に示す。
遺伝子と同じように、ミームは、ある程度正確な複製をし、またある程度の変異（コピーミス）を起こすので、進化をするのである。この両方がなければ進化は成り立たない。ミームの進化は遺伝子よりずっと速く進行する。
利己的遺伝子から見れば、私達が遺伝子の乗り物であるように、ミームの視点から見れば、心や文化は利己的ミームの自己複製のための乗り物である。ただし、これはミームが実際に視点を持っているという意味ではない。なぜわざわざミームの視点で考察するのかといえば、それが分かりやすいからである。例えばテレビという文化は、テレビに関するミームの自己複製に役立つから存在するのである。

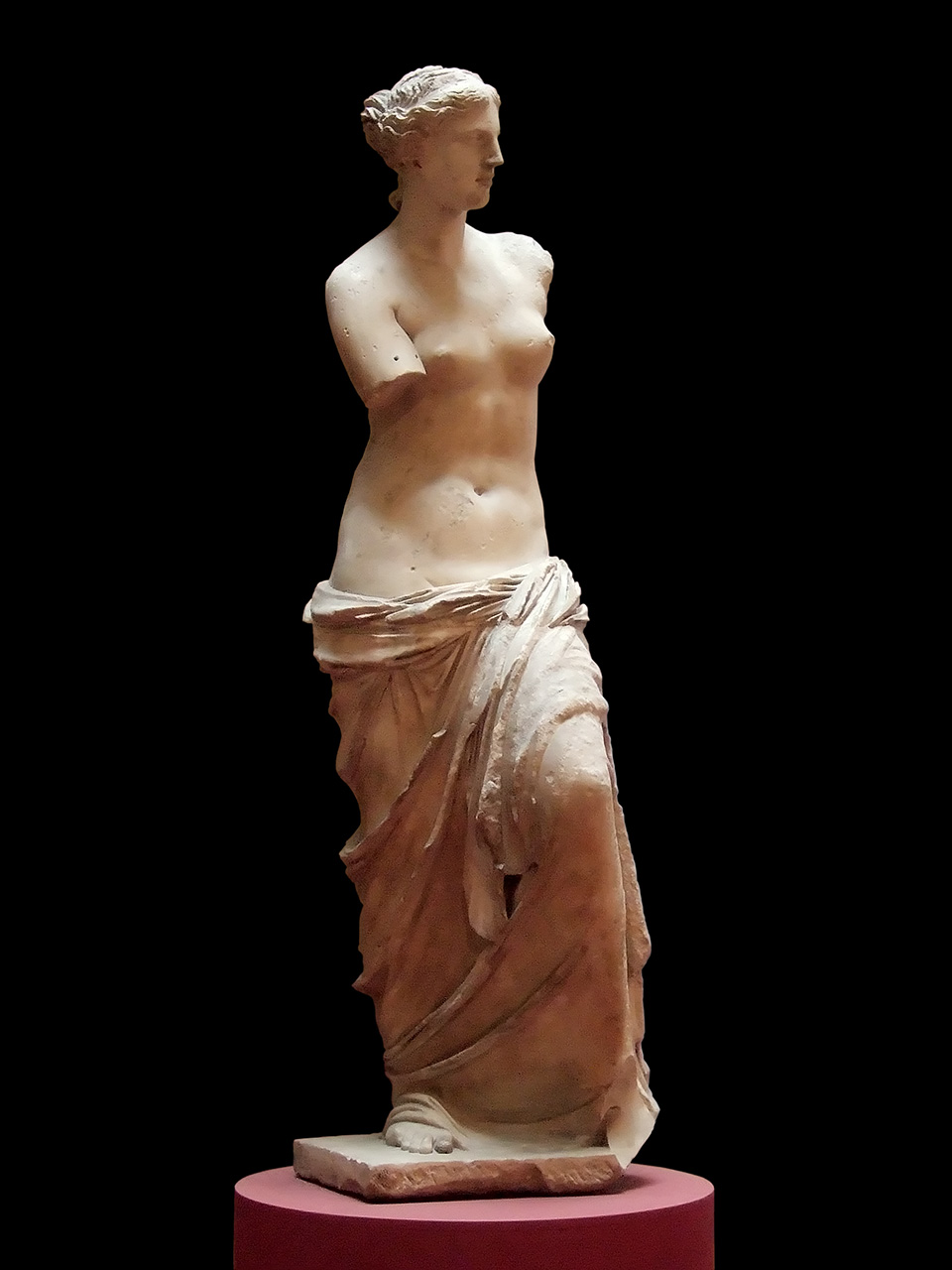
ミロのヴィーナス

ミロのヴィーナスのように、人気のある芸術は、適応度の高いミームを持っている。ミームの進化は、どのミームが多くの心へ複製され、どのミームが消えていくかという過程によって進んでいく。よってミームの進化は、より多くの心へコピーされ、拡散されるミームが有利である。
それでは何がミームの拡散を助けるのか、という疑問を解くには、ミーム進化のほんの初期の段階について考えてみる必要がある。人類に言語が生まれるより以前、脳は遺伝子進化の力により、DNAを複製させるという目的で進化してきた。つまり脳の進化は、人が生き残り、DNAに共通部分の多い相手と結婚して子孫を増やすことができる方向へと進んでいった。このため脳は、動物が持つ、本能から来る基本的な四つの衝動によって動くように進化した。四つの衝動とは、闘うこと、逃げること、食べること、結婚相手を見つけることである。
意識を持つように人類が進化する以前に、人類は言語を使えるようになった。言葉を使ってコミュニケーションを発達させるようになると、コミュニケーションにより危険を避けたり食べ物を見つけたり、また結婚相手を見つけることができ、生存と子孫を残す可能性を上げることができた。したがってコミュニケーションは、危険、食べ物、生殖といった特定の情報をやりとりするように進化してきたのである。
現在でも、私たちは危険、食べ物、生殖を含んだミームに注意を払う傾向が強い。したがって、危険、食べ物、生殖を含んだミームは、他のミームより速く広まるのである。

### ミームの起源
コミュニケーションによって人類の生存と子孫の繁栄を助けた基本的ミーム、すなわちミームの起源は、以下のようなものが考えられる。
危機
多くの人に恐れの感情を伝えられるミームは、仲間達にすばやく危険の警告ができるため、多くの人の生存を助けることができる。
使命
敵と戦う、食べ物を見つけるなどといった使命を集団のメンバーが持つことで、その集団は共通の目的に向かって、ともに働くことができ、生き残りやすくなる。
問題
食糧不足や結婚相手をめぐっての争いなどを解決すべき問題として認識するミーム。これにより、生存や生殖のチャンスが高まる。
危険
危険な場所、毒のある食べ物など、何かを危険と判断するミームによって生存を助け、子孫を増やせる。
好機
食べ物を手に入れたり結婚相手を見つけるといったチャンスにはすぐ行動を起こすことにより生き延び、多くの子孫を残せる。
これらミームの起源となった基本的ミームは、人類の生存と生殖に役立ってきたし、現在も私たちの身近にある。現在の私たちも、危険、食べ物、生殖とともに、これらの基本的ミームに関して頻繁にコミュニケーションをとっている。例えばテレビ番組、新聞、本などに含まれている。
ダイエット方法についての情報が広まりやすいのは、それが「食べ物」に関していて、医者という「権威」からの情報で、自分の「性的魅力」を高めてくれる「好機」だからである、と説明できる。
こうした基本的ミームを、意識を持つ以前の人類がやりとりしていたと想像できる。そして、さらに遺伝子進化の結果、人間の脳は意識を持つようになり、意識もまた、DNAを複製させるために機能した。そして、その意識という機能の上に、私達の様々な思考が可能になっている。しかしその意識はもともと、生存と生殖のために進化してきた脳を土台にして偶然生まれた。そのため、私たちの意識はこれら基本的ミームに注意を引きつけられる傾向がある。

### 二次的衝動
四つの基本的衝動を持ったところで脳の進化は止まらなかった。四つの基本的衝動を満たすために、さらに二次的衝動を持つように脳は進化した。以下にあげる本能的な二次的衝動を持っているかどうかは、個人差がある可能性がある。
属する
集団に属したいという衝動。進化論的には、集団でいた方が安全だという事や、経済的理由、異性が多くいるという理由がある。
自己の区別
自分は特別である、目立っている、重要な存在であると思いたい衝動で、人にそう思わせるミームは生き残りやすい。人は何か新しいこと、重要なことをしたいという衝動により、食べ物が見つけやすくなったり、異性から目立つ存在になることができた。
いたわり
他人の幸福を気遣おうとする衝動。人類はDNAのほとんどの部分を共有しているため、他者を気遣う衝動が進化した。したがって、他者をいたわるミームは心に入りやすい。
承認
他人に認められたいという衝動。あるいは自分自身が賛成できることをしたいという衝動。こうした衝動を利用するミームは、認められない場合に感じる罪や恥といった感情も引き起こす。
権力への追従
権力とうまくやっていこうとする衝動。権力と上手くやっていくことで、DNAが生き残り、複製されるために、脳はこの衝動を持つように進化した。
こうした衝動は強い感情が伴う。衝動が行わせようとする事をすれば気分が良くなり、しなければ悪くなる。人によって、同じ衝動に対して同じ感情を持つかどうかはよくわからない。しかし重要な点は、私たちは強い感情に繋がる二次的衝動を持っており、強い感情を引き起こすミームは、それだけ私たちの注意を引く。つまり心に入りやすく、ミーム進化において有利である。そして文化の一部となるのである。

### 適応度の高いミーム
遺伝子の複製されやすさを適応度という。例えば、ある遺伝子が次世代にたくさん複製されているほど、その遺伝子は適応度が高いということである。同様に、あるミームの適応度が高いほど、そのミームは多く複製される。
私達の脳の持つ本能的な傾向とは別に、性質上、適応度の高いミームがある。以下のミームは「このミームを広めよ」という考えが変化したものであるために適応度が高い。
伝統
過去に行われたこと、信じられていたことを、継続させるミーム。伝統のよし悪しや重要性とは関係なく、自動的に長く生き延びる。
伝道
あるミームを他の人々に広めることが重要だというミーム。例えば、宗教の布教活動や、企業の宣伝などがある。伝えられる内容が正しいか間違っているか、良いことか悪いことかとはほとんど関係なしに、広まることができる。
さらに、人々の心から追い出しづらいミームも適応度が高い。次の二つである。
信念
それ自身を盲目的に信じることを要求するようなミーム。どんな議論に突き当たっても心から追い出されない。伝道と結びつくと、どんな内容でも拡散できるマインド・ウイルスとなる。
懐疑
心に侵入しようとするミームを疑うミーム。懐疑は信念の裏返しであり、あるミームが心へ入り込まないようにする。
伝言ゲームのように、ミームが人から人へ伝わる時には、変形が起きてしまうことがある。このため、ミームによっては複製されるのが困難となる。一方性質上、変形されにくいミームがあり、適応度が高い。この点において、以下の二つは適応度が高い。
知っていることかどうか
人々がよく知っていることほど速く広まる。例えば、有名な映画の続編情報は、あまり知られていない映画の場合より広まりやすい。また変わった言葉は、よく知られている言葉に言い直されることによって、適応度が高くなる。その言い直しによって内容がもともとの意味と変わることもありうる。
意味が通じるかどうか
意味の通じるミームは、意味が通じないミームよりも速く広まる。そのために、正しいが難しい説明よりも、意味の通じる分かりやすい説明の方が広まりやすい。しかし、意味が通じる話が正しい話だという訳ではない。「正しいが難しい説明」から「意味の通じやすい間違った説明」に進化することも考えられる。
あるミームが適応度が高く「広まりやすい」ことと、それが良いことか悪いことか、真実か間違っているかということは関係ない。したがって、ミームの進化は私たち人類にとって良い方向へ進化していくとはかぎらない。

### 性に関するミーム

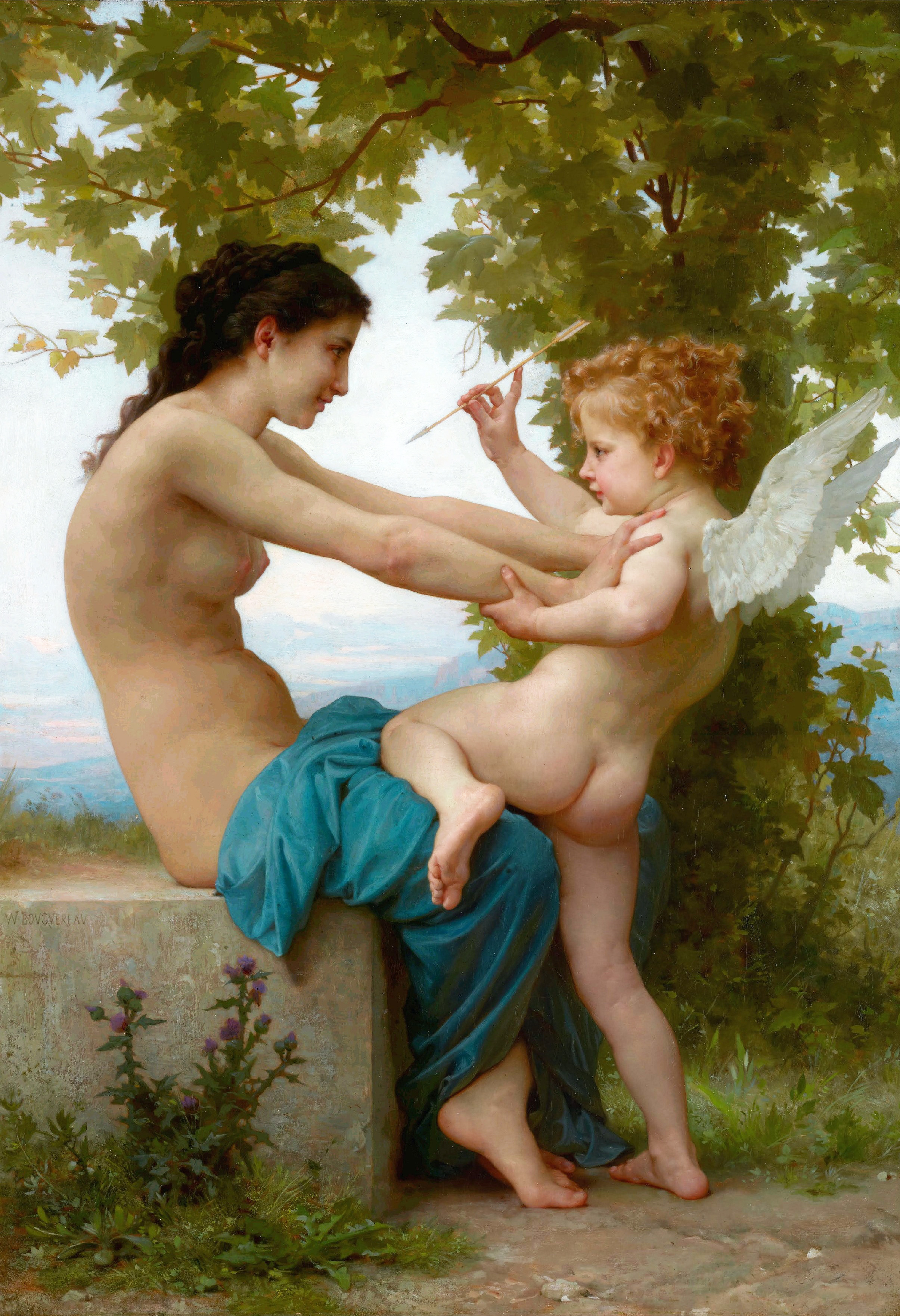
『クピドから身を守る少女』（ウィリアム・アドルフ・ブグロー、1880年）

人類の遺伝子は性をめぐって進化してきた。なぜなら、結婚相手を見つけられない宿主の遺伝子は後世に残らないからである。そのため宿主が結婚相手を見つけ、子孫を増やすことができる方向へ遺伝子は進化してきた。そうした遺伝子進化の結果、強い性の衝動と様々な脳の傾向が生まれた。
性をめぐって進化してきた脳の傾向にミーム進化は導かれ、文化はミーム進化の結果である。つまり性の衝動が文化を形成する力となっている。例えば、流行の服など性的魅力を高めたい人をターゲットにした産業もあれば、権力やビジネスなどの階層構造といった性の衝動が原動力になっているとは気づきにくいものもある。
利己的遺伝子の考え方から推測すると、性をめぐった遺伝子の進化は以下のようであったと考えられる。動物が性交渉によって子孫を作るようになった時から始まった進化は、結婚相手を見つけられた動物のみがDNAを複製することによって進んでいく。最初の頃の生物は、男性と女性の区別がつかなかったかもしれないが、性別の判別ができた方が子孫を残すのに効率的である。男性と女性の区別がつくことができるように進化すると、性的魅力のある生物の方が結婚相手を見つけやすくなる。こうして、進化が進むほど生物は性的魅力を高めていく。
DNAの視点に立てば、DNAは宿主に結婚を通じてできるだけ多くの子孫を増やしてもらう必要があった。そのため男性のDNAは、できるだけたくさんの女性と性交渉をする方が有利であった。一人の女性とだけ関係を持つDNAは進化の上で不利である。つまり、男性の脳はできるだけたくさんの女性と関係を持とうとする衝動を受け継いでいる。

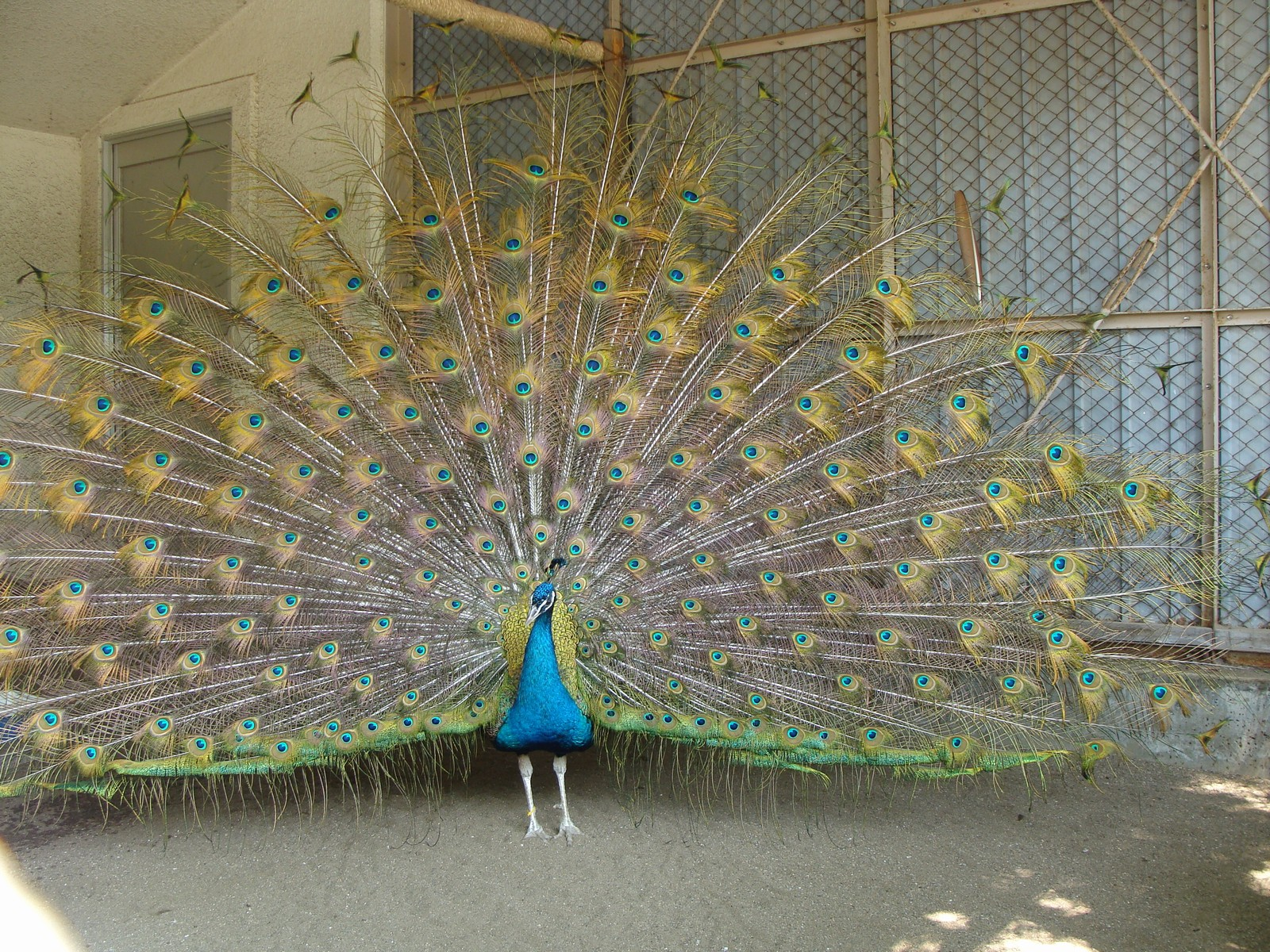
性的魅力を高める進化の結果、雄のクジャクの羽は美しく進化した。

一方、女性は一年に一度ぐらいしか子供を産めない。つまり、DNAの複製を作るチャンスが限られており、それに比べて求愛は多く、よいDNAを持つ男性を選ぶように進化した。よいDNAとは、例えば健康な体、あるいは自分と共通部分を持つDNAといった点である。クジャクの雄が羽を美しく進化させたのは、雌が異性を選ぶ側であり、雄が選ばれる側だったからだと考えられる。
女性が男性を選ぶ二つ目の基準は、子供達を育てる父親の役割をちゃんとしてくれるかどうかである。有史以前は、男らしい男性を生物学的父親にし、子供の育児に向いた男性を「主夫」として迎えるのが理想的であった（この場合、父親は二人になる）。
男性は女性を惹きつけるために、進化が二つの方向へ分かれた。一つはより強く、よりハンサムになるように進化する方向である。もう一つは主夫タイプの男性であり、良い夫、良い父親となっていく方向である。後者の男性は、男を騙す女性と騙さない女性を見分けられるように進化したとブロディは言う。
また男性は、権力を熱望するように進化していった。なぜなら、階層構造の中で、できるだけ上の地位にいれば、より多くの魅力的な女性と結ばれ、子供達により多くのものを与えられるからである。そのため、男性が地位に対して持つ一般的な感覚は優位や支配といったものである。一方で、女性は地位というものには魅力や人気といったものを重視する感覚を持っている。

#### 嘘の進化
「うそ」をつくというのも、生殖のチャンスを増やすことができる戦略である。よって、遺伝子は進化によって、嘘をつく衝動を持つようになった。この衝動は、嘘をつき、相手を騙し、操作するといったことを人に行わせる。男性の場合、嘘の一つに婚外交渉があるが、これは多くの女性を妊娠させ、DNAの複製をより多く作ることができる。
一方、女性の婚外交渉は、あまりDNAの複製を増やすことには繋がらない。夫よりも良い遺伝子を持つ男性と婚外交渉の関係を持てば、幾分か子供の生存確率を上げることにはなるが、夫に婚外交渉が知られた場合、子供達が父親を失ってしまうリスクがある。
よって、女性より男性の方が嘘をつく衝動はずっと大きい。
なお、ここで説明している男女の傾向は、あくまでも一般的な傾向であって、個人個人に焦点を当てた場合、必ずしも当てはまるとは限らない。また、衝動があることと、それに従うかどうかは別である。
進化により嘘をついて子供を作る戦略が遺伝子にあっても、現代では避妊ができるので、浮気をする人達の間には子供ができないことが多い。これは、有史以前の遺伝子進化と現代の意識的な考えにはギャップがあるためである。今日の道徳や価値観とは関係なく、人間には異性と不正な関係を持とうとする無意識的な傾向がある。なぜなら、それがDNAを複製させることができたからである。
嘘のかけひきは進化していき、よりうまく騙せるように、またより見抜けるようになっていく。鳥の求愛ダンスは、嘘のかけひきが進化した結果である。この長時間にわたるダンスで、雌は雄が本当に未婚かどうかを確かめることができる。なぜなら、家族のいる雄は、いつまでも家族から離れていられないからである。
男性は、男らしい男、階層構造で優位に立つ男の「ふり」をするのは難しい。他の男がそれをさせないからである。よって、よい夫のふりをする方が成功しやすい（進化の過程での話である）。一方、女性はそれを見抜けた方が、また疑い深く進化した方が子供の生存確率を上げる。

#### DNA伝達の多様な戦略
進化が進むにつれ、異性と結ばれるために、ライバル達と争わない戦略も現れた。これは、皆と同じ戦略で相手を探せば負けてしまう人もいるからである。男性の多くが三十歳以下の女性を好む一方、三十歳以上の女性を好む男性もいる。あるいは、自分と似たような特徴の顔の人（似たDNAを持つ人）に惹きつけられる人が多い一方、そうでない人もいる。
また、女性の中には、相手を選ばず、疑わずたくさんの男性と交渉を持つことで子孫を残す戦略を持った人もいる。これらはDNAを拡散させるために遺伝子が進化した結果である。

#### しきたりと偽善
前述のように、人類は意識を持つよりも先に言語を獲得していた。言語でミームをやりとりできると、「性のしきたり」のミームが生まれた。男性は妻を他の男にとられないように、女性は夫が他の女の所へ行かないようにするミームである。また、祖父母にとっては孫がちゃんと育てられるようにするミームが大事になる。こうした「性のしきたり」のミームは、人を自分の性的衝動のまま行動させないようにし、ある人達と性的関係を持つことを禁じる。
利己的遺伝子にとって自己複製を増やす効果的な戦略は、しきたりを広めた上での偽善行為である。不貞行為をしてはならないという「性のしきたり」のミームを広めれば、自分の結婚相手を他の人に奪われないようにできる。そうした上で、自分は不貞を働くという偽善行為をすれば、ライバルを減らした上で自分のDNAを多く複製できる。
これは人間の、「偽善」の進化論的説明であるが、日本語で言う「偽善」では少し意味が違ってしまう。要するに、称賛されるような道徳的なことを公言しておきながら、そのルールを無視する人間の行動についての説明である。こうした行動は性に関することで多い。

#### 感情を引き起こすもの
以下、遺伝子の進化の結果として、男性と女性は、どのようなことに感情を引き起こされるかを見ていく。前半三つは男性、後半は女性である。
権力
男性は、権力を得ようとする傾向がある。これは陣地の拡大も含み、土地だけでなく、市場拡大といった概念的陣地も含む。この傾向が進化により生まれたのは、権力を得ることで多くの女性と関係をもてたからである。一方、女性が男性を惹きつけたのは、若さ、健康な体といった、子供を産む能力である。そのため、男性ほどには権力を求める傾向が発達しなかった。
優位
階層構造はビジネスや政府、宗教など様々な組織で見られる。こうした組織的階層構造において、男性は優位に立とうという衝動を持つ。自分が優位に立つほど、多くの女性と関係を持つことができた太古の世界での遺伝子進化によるものである。現代の社会において、階層構造が子孫を増やすことに直結していなくとも、その中で男性が抱く感情や行動は、子孫を増やせる階層構造の場合と同じである。
好機
男性はDNAの複製を作れる好機を逃さないようにするように進化した。男性は性に限らず好機を逃さないで行動する傾向がある。例えば企業が「今だけ安く買える」と宣伝することで、男性はその好機を逃すまいとする。
安全
女性は安全を求める傾向がある。有史以前、安全を求める衝動は子供が生き残る可能性を上げたからである。男性にも安全を求める傾向はあるが、階層構造で優位に立つためならば危険を冒すという傾向もある。
責任
女性は、自分との関係を本当に大事にしている、責任感の強い男性に惹かれる。子孫が生き延びるために、男性に父親としての役目をちゃんととってもらう必要があった。
投資
女性は、花をプレゼントしてくれるような、自分へ投資してくれる男性に関心がある。有史以前、自分との関係に責任感を持ち、食べ物などを投資してくれる男性と結婚すれば、子孫の生存確率が上がったからである。
ここで論じたのは一般的な傾向であるが、男性が求めるものを女性が求めたり、女性が求めるものを男性が求めるケースもありうる。それは進化の偶然性や子孫を残すために生まれる様々な戦略が、時に男性と女性の傾向をかき回すからである。
私たちの脳の傾向は認識できるものであり、従わずに乗り越えることも可能である。

### 「危険」に関するミーム

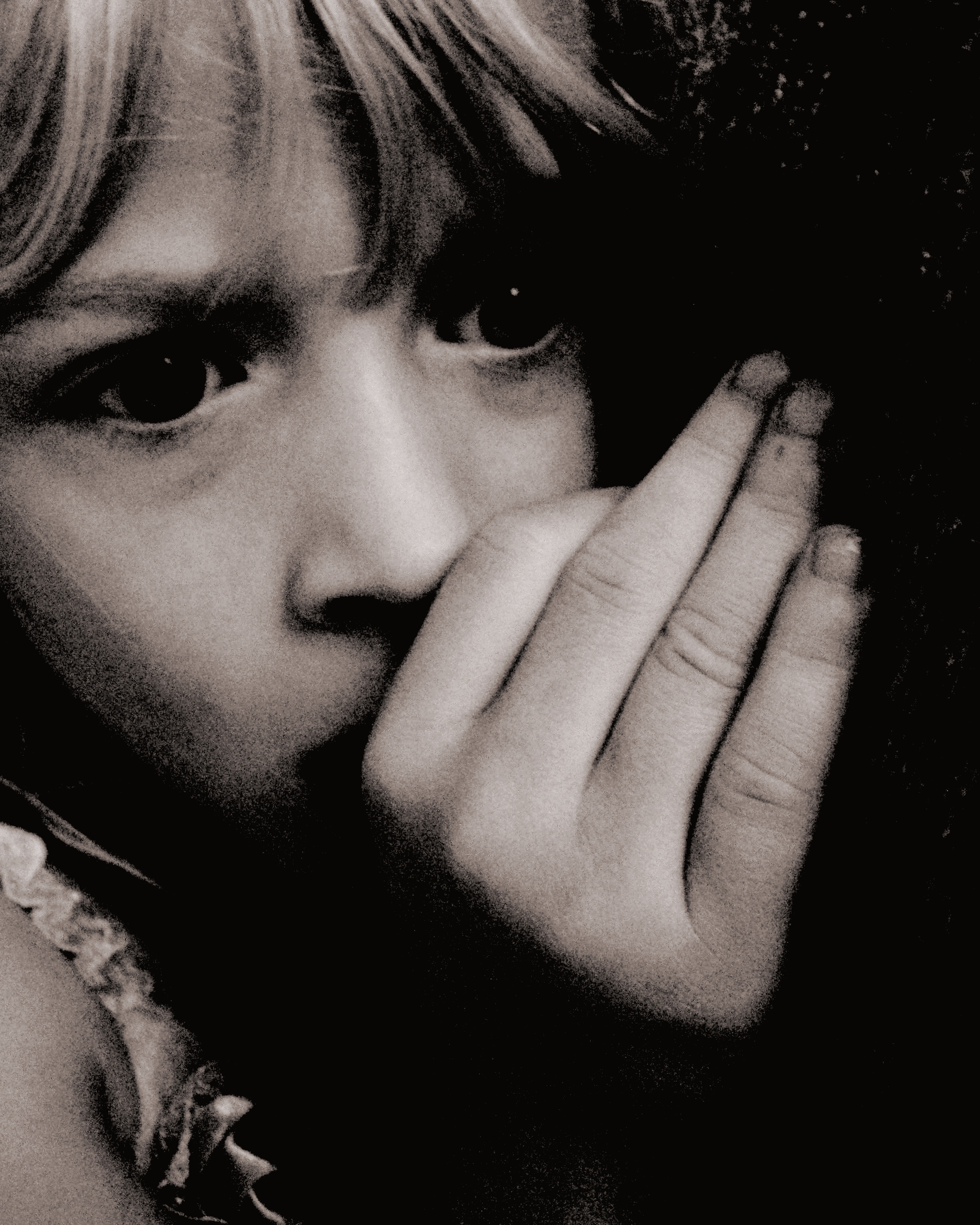
恐怖におびえる子供

人間の脳は「危険」に注意を払う傾向がある。私たちが本能的に注意を引かれるミームであるために、現代の社会において危険に関するミームはたくさん広まっている。
なぜ人は「危険」に注意を払うのか。脳が進化する過程で、危険を察知する能力を向上させれば、それだけ生き延びて、子供の数を増やすことができたからである。遺伝子が進化する過程で、安全を好む遺伝子が自然に選択され（自然淘汰）、人間や動物は、安全に暮らしたいという衝動が強くなっていった。安全に暮らしたいという衝動には、「恐れ」という感情が伴う。
本能的に逃げ出したくなるような「恐れ」という感情だけでなく、とどまって危険とたたかう「怒り」という感情もある。また、不特定の危険を察知する「不安」もある。こうした感情が混ざり、神経質、心配、疑念、戦慄などと呼ぶ。このように私達は危険に関して多くの言葉を持っている。
私達は危険にたくさん注意を払うので、危険に関する産業も大きくなる。例えばホラー映画は、多くの観客を引き寄せ、保険会社は利益を上げる。
ある事柄に関する恐怖は人類普遍のものか。そうではない。ある人は人前で話すことが苦手だが、ある人はすすんで話したがる。これは個人の中でも変化するため、恐怖を乗り越えることは可能である。現代人が人前で話すといった、肉体的には危険がないことでも極端な恐怖の反応を示してしまうのは、脳の持つ傾向である。肉体的な危険に対応するように進化した脳は、現代の文化的な社会に適応するようには進化していないのである。
現代社会において、危険なものは原始時代よりもずっと少ない。しかし恐怖を引き起こすミームは、現実には危険でなくても心に侵入しやすい。
危険に関連して、以下四つの節では利他主義、ギャンブル、迷信、都市伝説に関するミームについて説明する。

#### 利他主義に関するミーム
人間は、自分の遺伝子の安全だけを大事にするように進化してきたのではない。遺伝子は血縁者と共通部分を持っているので、人は血縁者を助けるように進化した。つまり、私達は利他主義と呼ばれる行動をとる。以下に、利他主義に関するもので、感情を引き起こすミームを紹介する。

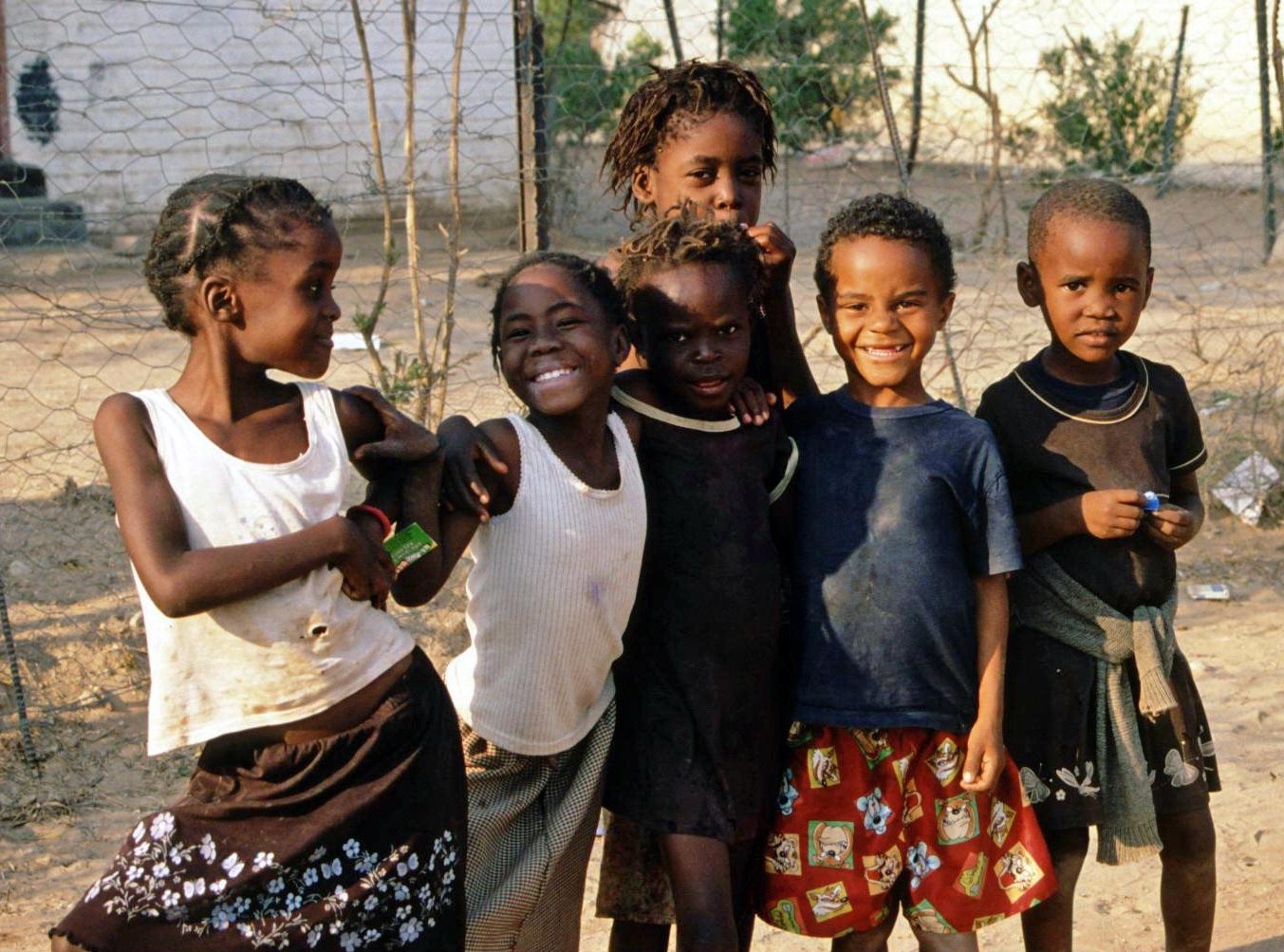
ナミビア共和国の子供たち。

子供を助ける
遺伝子の複製を増やすためには、自分の子供や親類の子供が生存するように助けることが必要である。そのため、一般的に脳は子供を助けようとする傾向を持つ。
同類の人
似た遺伝子を持った人達が、互いに助け合えば、その集団は生き残ることができる。また、似た遺伝子を持った人達が集団をつくって暮らすことで、よそ者の遺伝子が混ざらないようにすることができる。
人種差別
自分たちとは異なる遺伝子を持つ人達を排除しようとする傾向で、よそ者の遺伝子が混ざらないようにする。アメリカでは19世紀まで、多くの人に人種差別が受け入れられてきた。
エリート主義
自分達は優れている、特権があるといったエリート意識を持った人達は、遺伝子を次世代に伝えやすい。例えば食べ物が不足した時、自分たちが優先的に食べ物を得られれば、生き残ることができるからである。
これら利他主義に関する四つのミームは、私たちに強い感情を引き起こし、注意を引く。マインド・ウイルスが心に侵入する時に、これらのミームは利用されやすい。例えば、人種差別のミームは広まりやすいのである。

#### ギャンブルに関するミーム

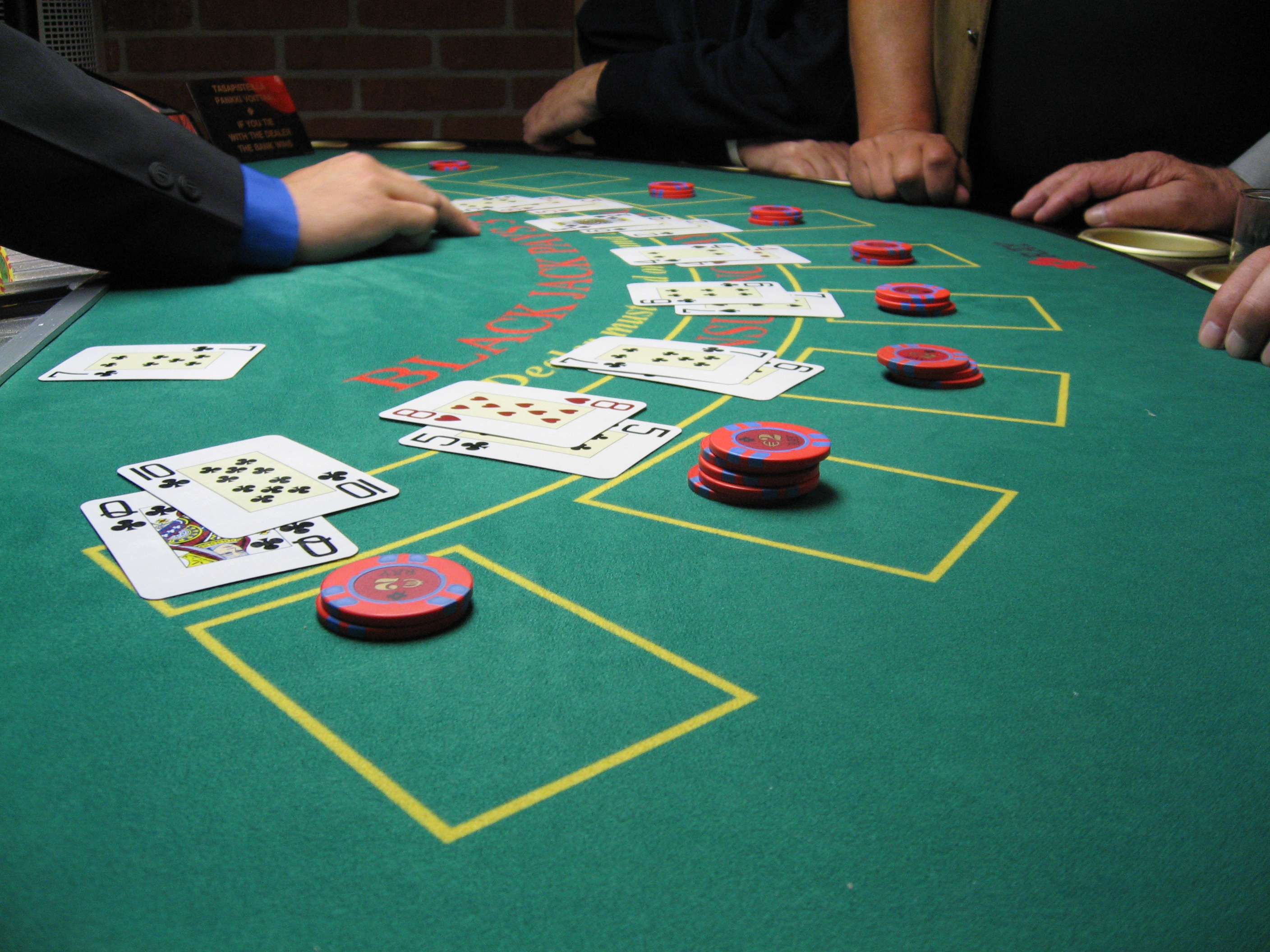
ブラックジャック

ギャンブルにおいて、人々の行動にはある傾向が見られる。これは、有史以前にはうまく機能した本能的な脳の働きである。しかし現代のギャンブルでは、そうした脳の傾向が利用されてしまい、カジノが儲けるのである。
低賭金高配当（ローリスク・ハイリターン）
リスクが低く見返りが大きい行為をする傾向。当たったら大きいギャンブルは、実際にはオッズが非常に悪いにもかかわらず、人々を引きつける。
安い保険

リスクを下げるための僅かな努力をする傾向。寝るときに、猛獣に見つからないちょっとした工夫をするといった行為は生存率を上げる。しかしギャンブルでは、自分の賭けが外れた時のリスクを減らすために少しの保険をかけておくことは、ブラックジャック等で長期的に損になる。
傾向に従う
毎日同じ時間に鹿が水辺にいれば、その傾向から明日も来ると予測できる。一方、多くのギャンブルにおいて各プレイの記録は、それぞれが完全に独立しており、偶然の積み重ねであって、「勝ちが続いている」、「負けが続いている」といった傾向は、次の勝負の結果を左右しない。そうした場合にも人々はその「傾向」が重要な意味を持つと思って賭けてしまう。
傾向に逆らってプレイする
ある人々が、大勢の意見や行動に反した行動を取る本能を発達させたのは、食べ物や結婚相手を見つける時の競争相手を減らすことができたからである。しかしギャンブルの結果がランダムならば、傾向に逆らうのは無意味な戦略である。
負けている時はケチになり、勝っている時は気前がよくなる
食べ物などがたりない時は保存し、あまるほどあれば気前が良くなる脳の傾向は、ギャンブルの賭け方では上手くいかない。
直感で勝負する
たまに新しい、直感的な戦略を使ってみることで勝とうとする傾向は、有史以前は食べ物を見つけたりするのに有効であった。しかし現代のギャンブルでは、この傾向をカジノに利用され、負けてしまう。
こうした脳の傾向を利用するミームは、ギャンブルだけでなく、様々な文化の中に見られる。例えば、賽銭を投げる行為は、低リスクで大きな利益を得られるというミームである。

#### 迷信のミーム

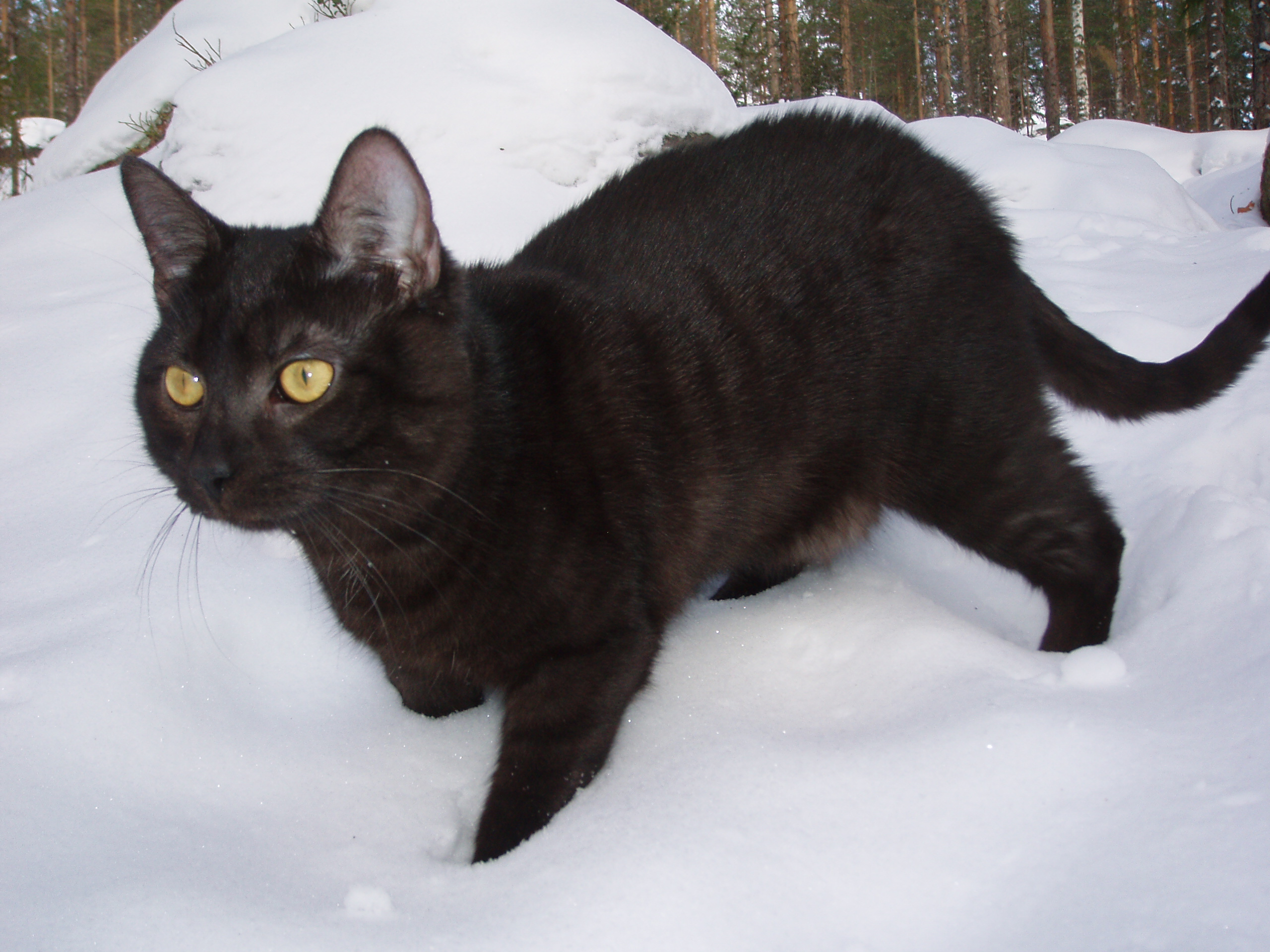
黒猫

危険への本能的な脳の反応は、迷信というミームを作り出す。黒猫が目の前を横切ると悪いことが起きる、13日の金曜日は不吉である、しゃっくりを100回すると死ぬ、鏡を割ると不幸なことが起きる等のミームは、人々の「恐れ」の感情を利用して拡散していく。迷信のミームは感染した人の行動にも影響を及ぼす。
恐れに対応する「安い保険」のミームとして「霊柩車を見たら親指を隠さなくてはいけない」、「夜に口笛を吹いてはいけない」といった迷信も広まっている。つまり、危険を避けるためのちょっとした努力をしておこうという心理である。迷信のミームは、この「安い保険」に基づいているものが多い。人々のこうした心理を利用して、迷信のミームは心に入り込むことができる。
人によっては迷信を真実のように思い込み、迷信に基づいて行動する。しかしミーム学の観点からすれば、迷信が広まり生き残ってきたのは、それが適応度の高いミームだったからであり、真実だからではない。

#### 都市伝説のミーム
都市伝説は、なぜ人々の間で広まり、いつまでもなくならないのか。それは都市伝説が生き残りと拡散にすぐれたミームを含んでいるからである。
都市伝説には恐ろしい話が多い。すなわち恐ろしい話であることは都市伝説として広まることができる一つの要素である。都市伝説に含まれる危険のミームが、私達の恐怖という感情を強く引き起こすのである。
さらに都市伝説を成功させるミームとして、誰かが珍しい出来事で多額のお金を得たといった「低リスク高配当」のミームや、ファーストフード店の食べ物についてといった「食べ物」に関するミーム、世の中の「危機」のミーム、あるいは何らかの「好機」に関するミームなど、人々を引きつけるミームが都市伝説には含まれている。

### 宗教に関するミーム

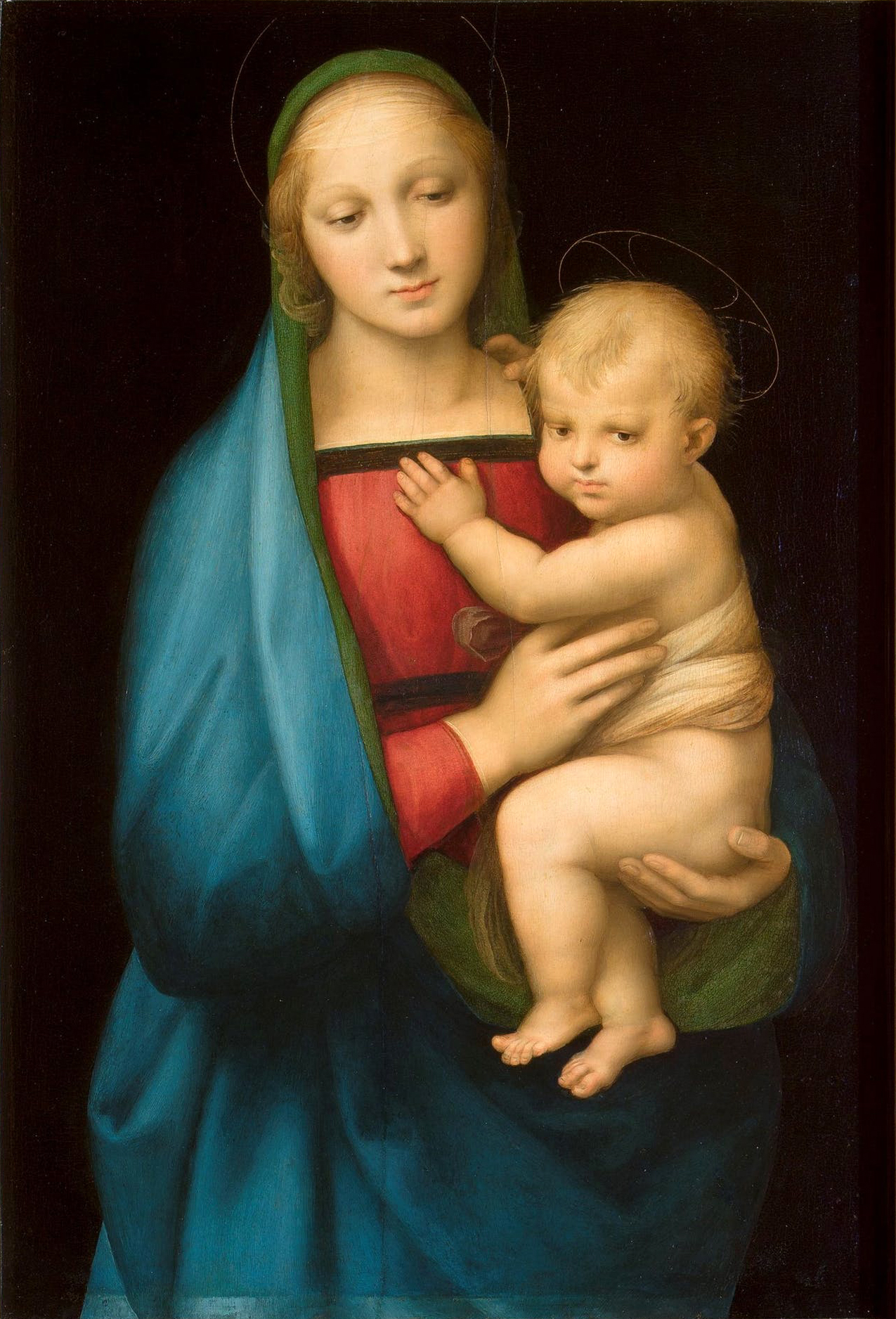
『大公の聖母』(ラファエロ・サンティ、1504年)。聖母マリアと幼子イエスが描かれている。フィレンツェ、パラティーナ美術館所蔵

イースターバニーは復活祭のシンボル。この写真ではホワイトハウスからナンシー・レーガンと一緒に手をふっている（1981年）

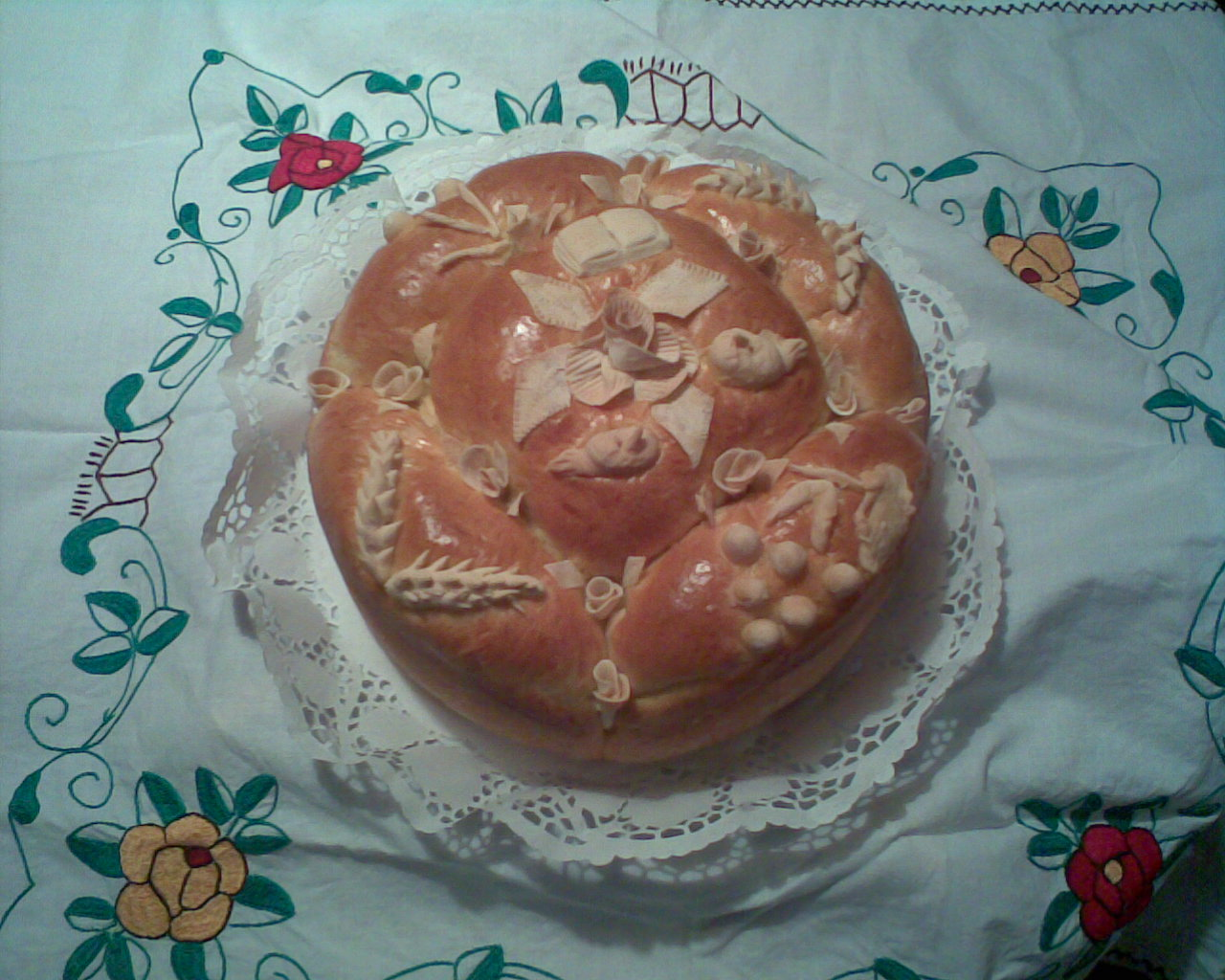
家族の守護聖人を称えるセルビア正教会の祝いで食べるパン

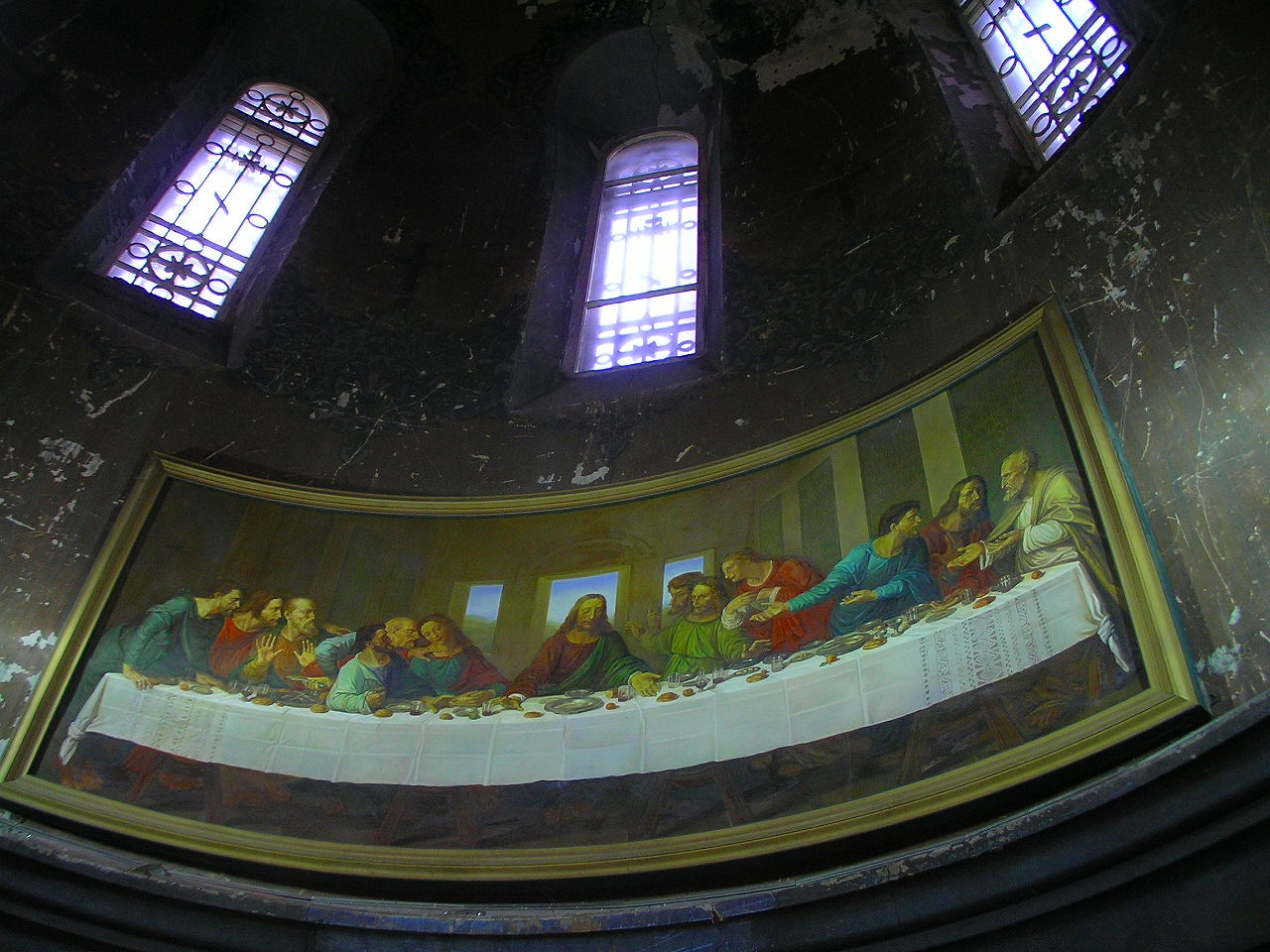
聖ソフィア大聖堂にある『最後の晩餐』（レオナルド・ダ・ビンチ）のレプリカ

ミームの理論で考えた場合、宗教はミームの集まりである。そして強力なマインド・ウイルスである。
宗教はミーム進化により生まれたのだと仮定すると、宗教は適応度の高いミームを持っているはずである。それは進化の力によって、自然に生まれる。適応度の高い宗教ミームはどのようなミームなのかを、以下に述べる。
伝統
伝統は、他のミームと一緒に自分を次の世代へ存続させるミームである。聖書の大切な取り扱いや古代神殿など、ほとんどの宗教に伝統がある。ただし宗教の持つ強力な伝統は、それが真理であるために、またよいことであるために受け継がれているのではない。宗教は伝統という戦略ミームが、その宗教の一部となっているために生き残るのである。
異端
ある宗教の教えに反する信仰を異端の教義として識別するミーム。この異端識別ミームは、異端の教えを排除しようとする。信者達がそれぞれ違った教義を好き勝手に信仰してしまえば、やがてその宗教は消滅してしまう。
布教
宗教が生き残るには、布教が教義の一部になっていなくてはならない。布教という戦略ミームを持った文化要素は、生き残るのに有利である。町中で布教活動をしていないならば、信者は自分の子供に布教しなければ宗教の存続は難しい。
意味をなす

伝言ゲームで分かるように、意味の通じる考えは、そうでない考えよりも伝わりやすい。難しい問題に対して分かりやすい答えが用意された宗教は、人々に人気がある。ただし答えが正しい必要はない。イースターバニーのように分かりやすいことが伝わりやすさになる。
反復
ある行為を繰り返したり、ある考えを繰り返し聞いていると親しみがわいてきて、その行為や考えを疑わなくなる。例えば日曜日に教会へ行くといった、ある行為や考えを何度も繰り返すことで、人は条件付けられてプログラムされる。
次に、人の感情を強く引き起こすミームを述べる。
安全
多くの宗教は人工的な恐怖を創りあげ、その上で安全な場所を用意し、そこに避難することは信仰によって可能になると教える。恐怖は例えば、神の怒りにふれる恐怖、地獄の恐怖、地域社会から追放される恐怖（ただしこれは人工的ではなく現実的）といったものである。恐怖により信仰が非常に強力なものになるのである。
危機
ある宗教は外敵が襲ってくる等といった危機ミームを利用することで、感情を引き起こす。多くのカルト宗教に危機ミームがみられるのは、「意味をなす」ことが難しいため、危機を積極的に吹聴して人々の心を捕らえるのである。
食べ物

復活祭のディナーなど、食べ物は宗教を魅力的なものにし、人々を惹きつける。ごちそうが食べられることで人を入信に誘い、断食は認知的不協和により信仰を強めるのである。
性
ほとんどの宗教は性に言及する。教会では結婚は一夫一妻のものに限るといったように、性に関する行動が信仰と関連づけられている仕組みは、宗教によって様々なものがある。
問題
多くの人が持つ、「問題を解決しようとする」傾向は非常に強い。太古の世界は、物理的な危険や利益から成り立っており、身の回りの世界を理解することが自分の生存を確保した。現代では、宗教に限らず人は意味のない事柄でも意味づけをし、解決すべき問題として捉えてしまう。それにより日々の生活の中で、気付いた問題を解決しようと熱中してしまうのである。例えば、お金を儲ける手段についてのことだったり、夫や妻の行動を変えさせる方法についてといったことである。
あるいは、どの宗教が真理か、という問題を解くためには、神は存在するか、神はどのような存在か、神はどのような姿かといった思考が際限なく続いてしまう。
ある宗教は、信者に問題解決のために人生を捧げさせ、神秘的な知識を得させようとする。
優位
宗教内に階層構造があると、権力を掴みたがる人にとって魅力的になる。特に男性が惹きつけられるが、進化論的に、権力を得ることと女性に近づくことが結びついているからである。
属する
ほとんどの人は、何らかの集団に属したがる傾向があり、それを利用して入信させることができる。孤独な人がこのミーム一つで宗教に入ることもある。

ブロディは、宗教が悪いものであると言っているのではなく、信仰により「最後の晩餐」などの芸術が創られたり慈善団体の活動が行われたりしているとも述べている。
同時に、どの宗教も真理ではなく、人間の心が生み出したと言っている。つまり宗教とは、有史以前の世界で危険や生殖、権力、食べ物といったものに注意を払っていた脳が、現代でもほとんど進化できていないために、現代社会の中で危険や性、権力、食べ物など様々なことに意味づけをしているのである。

### 真実のミーム
あるミームが真実であるかどうかは、生き残るミームの基準にはあまりならない。一方、つじつまがあったり、意味をなすということは、ミームが生き残る一つの基準になりうる。しかし、意味をなすことと真実であることは、必ずしも対応していない。
例えば、星占いというミームは、誕生日に基づいて星座を一つ選ぶという分かりやすさによって、多くの人々へ広まっている。しかし量子力学のような科学的な理論は、星占いのようには分かりやすくない。そのため量子力学は星占いのようには広まらない。
つまり、真実であってもそれが世の中に広まりやすいとは限らず、真実でなくとも適応度の高いミームは広まっていくのである。

### 進化の方向
ミームはDNAの複製に貢献するためにも、私達の幸福のためにも進化しない。自らを複製させるのがうまいミームがより複製されていくだけである。ミーム進化がDNAの複製を助けるのではないということは、例えば2010年現在、日本の出生率は低下傾向にあり少子化が進んでいることからも分かる。
しかし人類が滅べば、ミームも滅んでしまうはずである。それなら、ミームは人類の生存を助けざるを得ないのではないか。しかし現代では、人の心ではなくコンピューターを土台にした情報がたくさん複製されていることに注意が必要である。人類が生き残れるとしても、コンピューター上のミームの自己複製に人々が多くの労力をそそぐようになる可能性がある。
いずれにせよ人々の心に満ちていくのは、適応度の高いミームであり、進化が自動的に私達を幸福にする方向に進む必要は全くない。例えば、私達を怒らせ、悩ますミームは広まりやすい。しかしミーム学を理解することで、意識的なミームの選択が可能になるのである。

### 進化心理学
人の心を進化論の観点から考察する学問はミーム学が最初ではない。脳は食べ物や危険、生殖に注意を払いやすいことや、集団に属したがるといった傾向をミーム学は進化論の観点から説明するが、これは進化心理学という学問に基づいている。進化心理学とは、心を進化論の観点から考察するものであり、ミーム学は進化心理学の理論を取り入れているのである。

## プログラムされた振る舞い

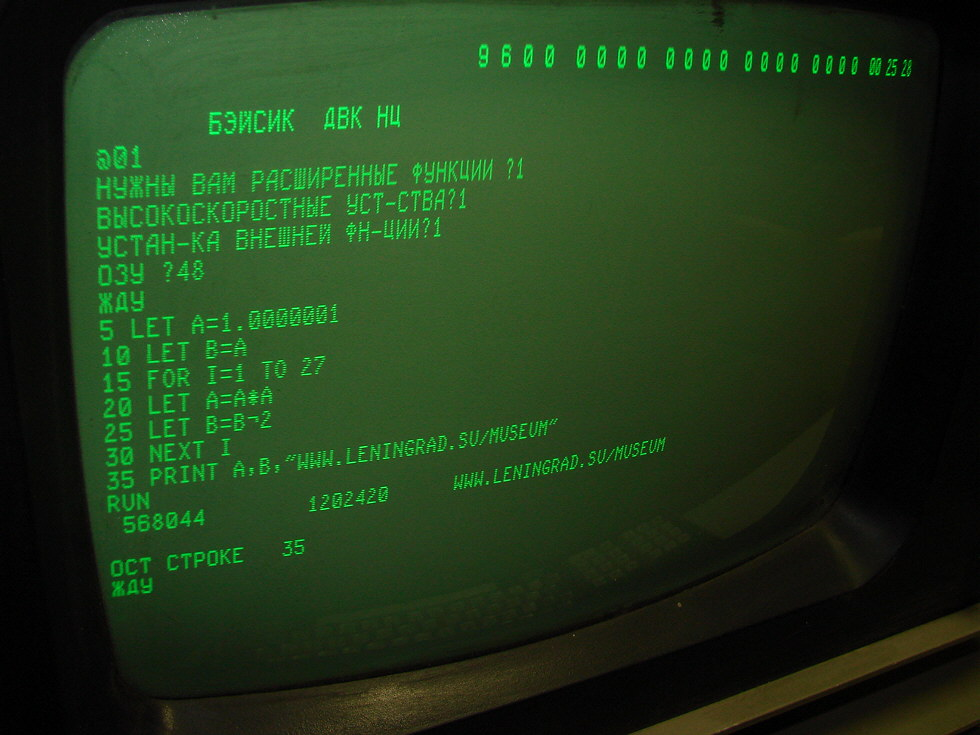
コンピューター・プログラム

コンピューターがプログラムで動くように、個人は心を何らかのミームにプログラムされており、そのプログラムがその人を動かしている。人は意識的に望んだのではなく、知らないうちに心をプログラムされている。例えば、宗教的もしくは無神論的な教育から、親の人間関係から、テレビ番組やコマーシャルからプログラムされている。
社会的に広まったミームで言えば、法律や慣習に従って人は行動する。お金とは何か、信号の色は何を意味するかなど、世間一般の合意が社会には多くあり、社会全体に広まったミームは私たちの生活に大きな影響力を持っている。その全てが必ずしも悪いわけではない。しかし、そうしたミームは人々に正しいと見なされていても、全て人工的なものであり、時に疑問が投げかけられて変わることもある。例えば、かつての男女の社会的役割の違いについての考え方は、「女性は家にいるべき」といった今から見れば不自由なものでも、当時の人々にとっては当たり前であった。しかし、その考え方に疑問が投げかけられ、新しい考え方が生まれた。法律もまた内容によって疑問視される。
また人は個人的なプログラムを持ち、例えば自分の持つ識別ミームによって情報を選別している。例えば、車の車種についての識別ミームを得れば、それまで目に入っても気づかなかった車種が識別できるようになる。このように、人は自分の持つ識別ミームによって、知覚するもののうち一部だけの情報を得ている。そしてどの情報を得るかによって、行動も変わってくる。
また、個人の将来に影響を与えるプログラムの一つは自己成就予言（英: self-fulfiling prophecy）である。例えば「自分は成功する」というプログラムを持っていれば、実際に成功しやすくなることである。あるいは、「自分は失敗する」といった、自己を失敗へと向かわせるプログラムを持ってしまうこともある。

### 同調圧力
企業などの複数の人々が構成するグループにおいては、そこに属する人が、他のメンバー全員と同じように考え、行動しなければならないという同調圧力（peer pressure「ピア プレッシャー」）が生じる。例えば、子供が友達関係の中で、他のみんながタバコを吸っているから自分も吸わなくてはならないというプレッシャーを感じることである。
グループの中に強力なミームがある場合、人は同調圧力に屈してミームを受け入れるか、周囲に不適合者と見なされながらも抵抗するか、を迫られることがある。
こうした同調圧力は、子供たちの間にも大人たちの間にもある。そして人々は、グループ内のミームに従いやすいのである。

## ミームへの感染
リチャード・ブロディによると、私達の心に特定のミームが入り込み、考えの一部になる感染ルートは、以下の三つがある。ミームをコンピューターのソフトウェアに喩えて、ミームで心がプログラムされると言えるが、三つの感染ルートを通して、私たちの心は知らず知らずのうちにミームが侵入し、プログラムされている。
なおブロディの意図は、以下の手法などを使った不道徳的な行為や犯罪行為の助長ではなく、私達がいかにプログラムされているかを明らかにすることである。

### 条件づけ(反復)
ミームとの接触を繰り返させること。例えば、子供達に教育する時、何度も同じ文章を読ませる。英語の文章ならば、単語や文法の識別ミームがプログラムされてくる。算数の問題を何度も解かせることも一例である。このように、反復によりプログラムすることを「条件づけ」という。
また、ある価値観を何度も子供達に説けば、そのミームで子供達の心はプログラミングされ、子供達の価値観の一部となる。宗教への信仰も反復による条件付けでプログラムが可能である。宗教の説話を繰り返し聞くことで、偶然が奇跡に思えたり、人間の性質が罪に思えたりするようになる。つまり反復を通じて、新しい識別ミームで現実を見るようになるのである。
学校で子供達に、繰り返し国歌斉唱をさせて愛国心を育む。こうした反復の過程において、必ずしもその考えが正しいかどうかといった論理的な議論を通す必要はない。ただあるミームへの接触が繰り返されることで、そのミームが心のプログラムになるのである。
条件付けは、関連づけミームを植え付けることも可能である。コマーシャルでは、「ブランド名」と「いい気分」とを関連づけるよう、反復により私たちをプログラムする。犬にベルの音を聞かせると同時に餌を与えることを繰り返し、ベルの音を聞くだけで犬が唾液を出すようになったパブロフの犬の実験のように、私たちはファストフード店のロゴマークを見たときに食欲がかき立てられるようにプログラムされる。
反復作業を通じて戦略ミームを作り出すために、賞罰などによって、快ないし不快による強化を伴うこともあり、それをオペラント条件づけという。ある行為をして、そのことにより報酬が得られれば、その行為をするようにプログラムされる。オペラント条件づけは子供達の教育にも用いられ、何か良いことをした時にほめることを繰り返せば、子供達がある行動をとるように条件づけることになる。
このようにオペラント条件づけは、特定の行為に対し報酬を得ることを繰り返すことで、私たちを特定のミームでプログラムする。私たちは報酬に注目しやすいが、プログラムされるミームが有益かどうかを見落としていることがある。

### 認知的不協和(矛盾の解決)
認知的不協和 (cognitive dissonance) とは、心に矛盾、対立するミームを抱えた状態のことであり、これは第三のミームを作り出すことで、対立していたミームを双方とも存続させることに繋がる。
例えば、喫煙を好む人が、「タバコで癌になる」と耳にする。「喫煙をしたい」というミームと「喫煙をしてはいけない」というミームは対立する。そこで、「タバコで癌になるのは嘘だ」というミームを心に作り出す。それが正しいかどうかは別として、新しいミームは心のプログラムとして本人を動かすことになる。
あるいは、相手に特定のミームでプログラムするために、当のミームを解決手段として必要とさせるような問題や状況を故意に作り出せば、相手の心に認知的不協和を生み、プログラムすることができる。例えば、部活動での後輩いじめによって、かえって後輩は上級生への強い絆を感じるようになる。いじめから逃れるために、「先輩への忠誠」というミームが作られたのである。宗教の精神鍛錬では、信者に精神的な重圧をかけ、忠誠を誓うまでその重圧から逃れられないといった方法により、信者は忠誠を誓うことが価値あることのように思うようになる。
このように、権力を持つ人が相手を服従させるために認知的不協和を利用することもある。これらは権力者が、相手に服従を価値のあるものと思い込ませるために、相手を痛めつけたうえで、相手が服従すると共に解放感を与えているのである。
オペラント条件づけにおいては、報酬をたくさん与えるより、たまにしか与えないことで、かえって効果が上がる場合がある。それは認知的不協和によって、報酬がより価値あるものに思えるようになるからである。例えば学校の成績評価において、たまにしか良い評価を与えないことで、生徒がよりがんばるようになるといった方法である。
認知的不協和の手法はセールスマンによっても使われる。強引な押し売りは、相手に精神的な居心地の悪さを感じさせる。客はセールスマンの相手をしたくないが、セールスマンは強引に商品を売ろうとする。この認知的不協和を解消するために、客は「セールスマンを追い返す」か「商品を買う」かを選ぶのである。

### トロイの木馬(どさくさ)

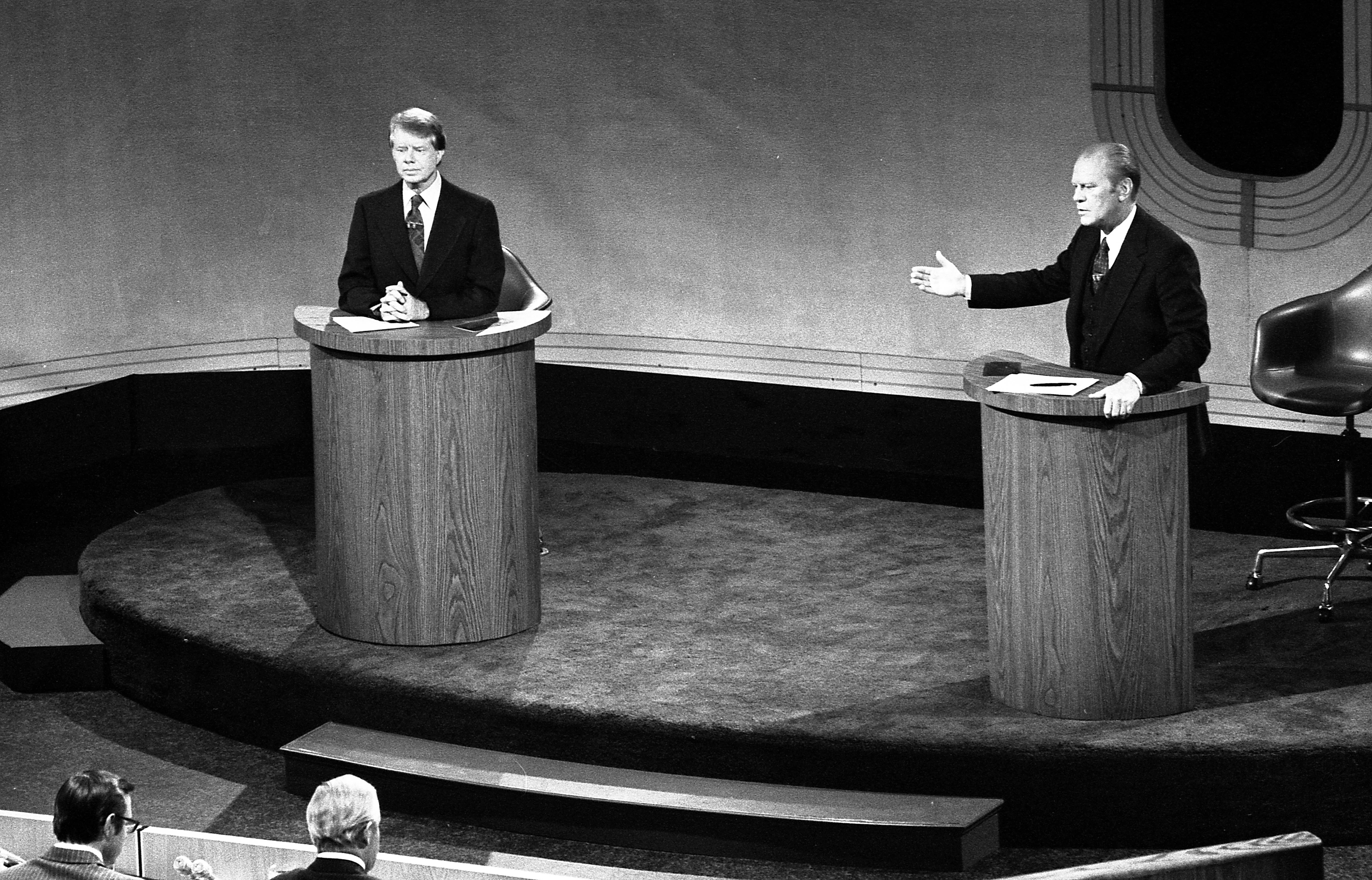
大統領候補者同士の討論（1976年）

これは、コンピューターウイルスのトロイの木馬にたとえたもので、関心をひきやすいミームをおとりとして利用し、本命のミームを、相手に気づかれないように送り込むこと。コンピューターウイルスのトロイの木馬は、安全なソフトウェアに見せかけてコンピューターに入り込む。同じように、有害なミームでも有益なミームに見せかけることができれば、私たちの心へ侵入できる。

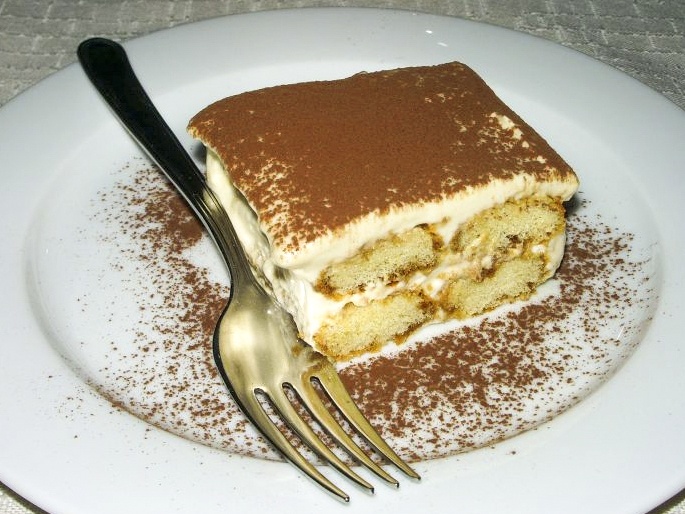
ティラミス。食べ物のミームは人の注意を引くことができる。

魅力的なミームと一束にする方法

まず、性や食べ物、安全など、私たちの注意を引くミームと他のミームを関連づけて一緒に心へ送り込む方法がある。例えば、あるミームを受け入れると自分の性的魅力が高まったり、美味しい食事が食べられたりすると思わせる。
もっともらしいミームと並べる方法
トロイの木馬は、疑わしい考えを、もっともらしい考えと並べる方法もある。例えば、次のようなものである。
「私たちは、日本をよりよい国にしたい」
「そのために、私たちはよりよい政治を望む」
「そのために、日本にはXが必要である」
Xが疑わしいものである場合、その前に受け入れやすいミームを並べることで、最後のXが受け入れられやすくなる。つまり、受け入れやすいミームを疑わしいミームと束にして心へ侵入させる方法である。このように文章を一束にする方法は、神経言語プログラミング（NLP）の「埋め込み」という技法である。
アンカリング

これに関連して、NLPのもう一つの技法に「アンカリング（係留）」がある。これは、画像や音などによる感覚を、関係のない考えと結びつけることである。例えば熱狂的な感覚や高揚感を、訴えたい考えと結びつける。あるいは暗い気分や悲壮感を否定したい考えや人物と結びつける。
例えば選挙の候補者同士の討論において、社会の暗い展望を話すときに相手側に身振りをすることで、相手の候補者と暗い気分が投票者の心の中で結びつくのである。
質問を使う
セールスマンは、「埋め込み」の技法を使うために、質問を利用する。店内で歩いている客に店員が「何かお探しですか」といった質問をすることで、具体的に何かの商品を買うミームを客の心につくる。また、相手に「何々だと思いませんか」等と質問し、「私もそう思います」といわせることで、相手の心に特定のミームを作ったり、強化することもある。例えば、「この車を乗った男性は女性を惹きつけると思いませんか」、「家族でのドライブにぴったりだと思いませんか」といった質問をして、「そう思います」と言わせる。
セールスマンが説得の最後に「商品を買う」ミームを客の心に作るための「締めくくり」は、三つの種類がある。
直接的な方法
「このシャツは本当にお似合いですので、お買いあげになってはいかがですか」
埋め込み型
「モデルさんがこの店に来て、「このシャツは必須アイテムだ」と言っていました」
もう買うことに決めてしまったとして話を進める。
「シャツは包装しますか？」、「お支払い方法は、いかがなされますか？」
こうした「締めくくり」の方法は、セールスだけでなく、宗教の勧誘にも使われる。

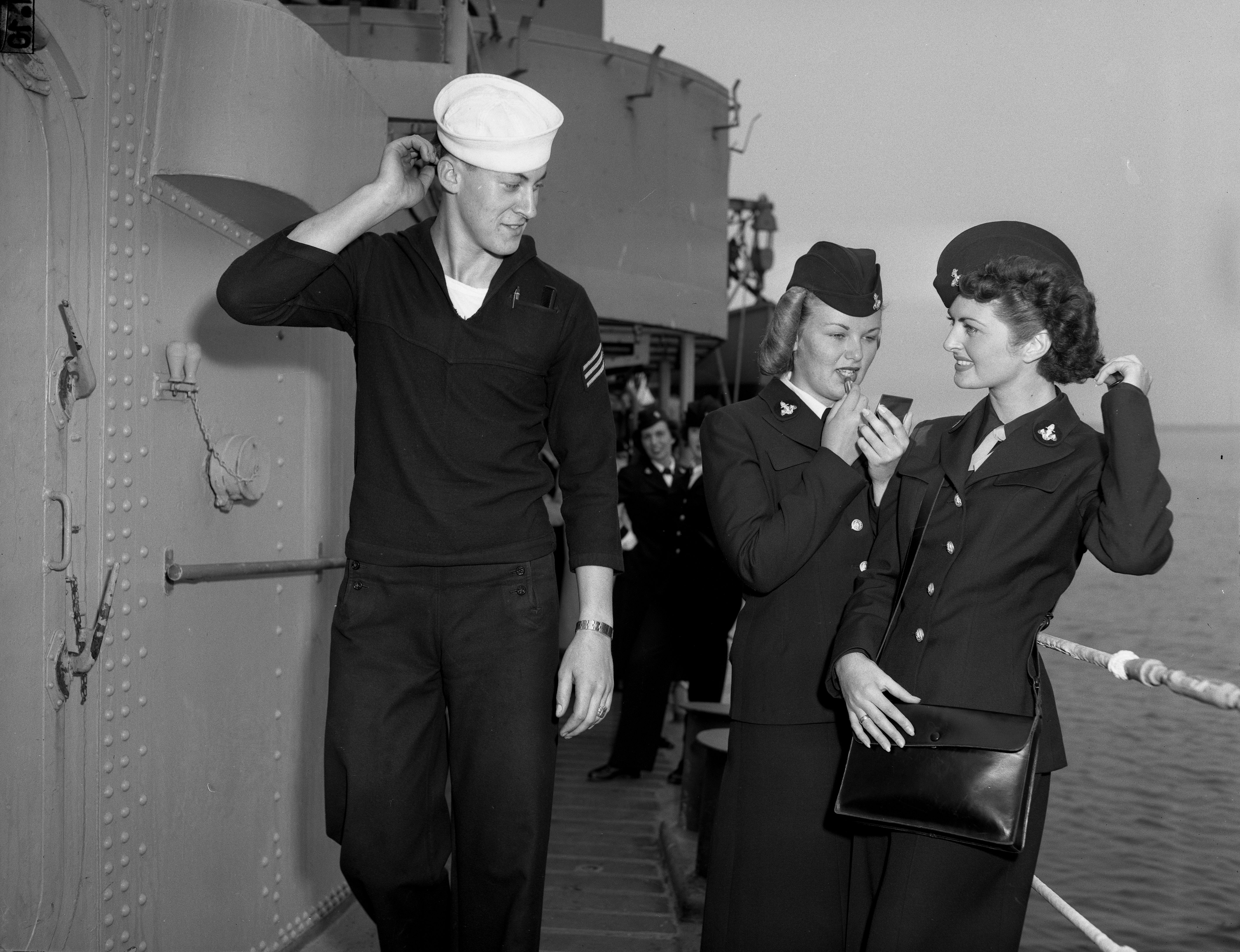
ミラーリングは相手のしぐさを真似する。

ミラーリング

セールスマンの「ミラーリング（写しだし、Mirroring）」という方法もまた、トロイの木馬の一つである。私たちは親密な関係を持った相手の方が、赤の他人よりも心を開いている。ミラーリングは、セールスマンが客との親密な関係を作り出すために、相手の動作を真似するのである。客が足を組めばセールスマンも足を組み、客が首を傾げれば、同じように首を傾げ、客が髪の毛を触れば、自分も髪の毛を触る。これにより、客はセールスマンに親しさを感じ、商品を買いやすくなるのである。
信用を得る
次の手法は、「騙す相手から信用を得ること」である。信用を得る方法には、純粋なふりをする、評判の良い団体の一員であると言う、利他主義を装う等、様々な方法がある。さらに「相手を信用しているふりをする」方法もある。これは、「あなたを信用しています」と相手に思わせ、そのお返しとして自分も信用してもらうという方法である。
たとえ話で言うと次のようなことである。「あなたに私のお金を預けます」と、相手を信用する。預けたお金を返してもらった後に「私にお金を預けてください」といい、今度はお金を預けてもらい、そのまま返さず持ち去る。このように、相手の信用を得ることで、相手をプログラムすることが可能になるのである。
これら三つの感染ルート（反復、認知的不協和、トロイの木馬）に使われている手法によって私たちは他者に操作される可能性もあるが、それから意識的に逃れることも可能である。

## マインド・ウイルス
マインド・ウイルス (mind virus)とは、ウイルスが人々の間で拡散していくように、多くの人々に何らかのミームを感染させる文化要素である。例えば、迷信や多くの人に読まれる小説、流行語などである。マインドウイルスは必ずしも有害なのではなく、人々の生活に良い影響をもたらすウイルスもある。
マインド・ウイルスの概念を用い、ミームが多くの人々の心に拡散していく現象を説明することができる。マインド・ウイルスとミームは同じ概念(単なる言い換え)ではなく、ミームを多くの人の心へ拡散させる「何か」がマインド・ウイルスである。マインド・ウイルスは多くの心へ拡散する仕方がウイルスに似ているために、ウイルスとの類推が用いられている。
歴史的には、ミームという概念が生まれてからしばらくした後、マインド・ウイルスの理論が論じられた。リチャード・ドーキンスは、1991年に書いた小論 Viruses of the Mind で、マインド・ウイルスという概念を使っていた。その小論でドーキンスは、生物学的ウイルスおよびコンピューター・ウイルスとの類推を用いている。1996年、リチャード・ブロディが自著 Viruses of the Mind:The New Science of the Meme で、マインド・ウイルスという概念を詳しく論じた。
以下、ブロディによるマインド・ウイルスの説明を述べる。
ミームが人から人へと伝わる現象は様々であり、その感染していく現象が、ただランダムに感染していくのではなく、「何か」が人々をミームの拡散に利用していることがある。それは何らかの文化要素が、多くの心へその文化要素のミームを拡散させているのであり、その文化要素がマインド・ウイルスである。会話、テレビ、ラジオ、新聞、読書、インターネットなど、様々な機会からマインド・ウイルスは私たちの心へ入ってくる。またミームが進化するのと同様、マインド・ウイルスも進化する。
全てのマインド・ウイルスが有害ではない一方、マインド・ウイルスによっては人権侵害や子供達の教育に関する社会問題などを生む。ミーム学は、マインド・ウイルスがどのように働いているかを考察することで、こうした社会問題について新しい理解を得ることができる。

### ウイルスとは何か

ウイルスが細胞に感染し、自己複製する様子のアニメーション

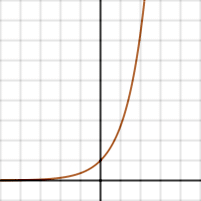
指数関数のグラフ

マインド・ウイルスという概念を理解するには、まず「ウイルス」とは何かということを理解する必要がある。ここでいうウイルスというのは、一つの概念であり、三つの世界に適応できる。生物の世界、コンピューターの世界、そして心の世界である。
生物学的ウイルス
生物学的ウイルス（DNAウイルス）は、細胞の中にある複製装置を利用する。その複製装置は、通常タンパク質を作ったり、細胞分裂の準備をしている。ウイルスは細胞に侵入し、自己の複製を作るよう複製装置に指令を発し、自己の遺伝情報を複製させ、複製されたウイルスは他の細胞に侵入していったり、くしゃみなどで多くの人々へ拡散していく。
コンピューター・ウイルス
コンピューターの世界では、コンピューター・ウイルスである。コンピューター・ウイルスは、まず悪意のある設計者がプログラムを作る。そのプログラムを、誰かが使う他のプログラムに潜り込ませる。人々がそのプログラムを使うと、ウイルス・プログラムはコンピューター上の他のプログラムに自己の複製を感染させる。感染したプログラムが自動的あるいは手動で他のコンピューターにコピーされると、そのコンピューターもウイルスに感染する。
マインド・ウイルス
生物学的ウイルスとコンピューター・ウイルスの共通点から、ウイルスの四つの特徴が分かる。侵入、複製、指令の発信、拡散である。

DNAウイルスは細胞のコピー機構を利用し、コンピューター・ウイルスはコンピューターのコピー機構を利用する。そしてマインド・ウイルスは心をコピー機構として利用する。マインド・ウイルスは心に侵入し、コミュニケーションを通じて他の心に自己の複製を作る。そして行動を引き起こすミームで心をプログラムし、私達に指令を発する。その行動が様々な出来事を引き起こし、多くの人々の心へ拡散する。
ウイルスの拡散は、指数関数的増加をする。1, 2, 4, 8, 16と倍々に増えることを指数関数的増加と言う。この増加の仕方は非常に強力であるため、マインド・ウイルスは人々の生活に強い影響力を持つ。
あるマインド・ウイルスが有益なウイルスか、有害なウイルスかということは、必ずしも自明ではない。ブロディが例にあげる有害なマインド・ウイルスの一つは、ドイツのナチスが広め、多くの人々に感染したマインド・ウイルスである。
ブロディは、マインド・ウイルスを「文化ウイルス」と「設計ウイルス」の二つに大きく分けている。文化ウイルスは自然発生したウイルスであり、設計ウイルスは人工的に作られたウイルスである。

### 侵入・複製・拡散の働き
マインド・ウイルスの侵入・複製・拡散の働きは次のようなものである。
侵入
まず、心に侵入する。侵入方法は、ミームが心へ侵入する三つの方法と同様、反復、認知的不協和、トロイの木馬のどれかであることが多い。
例えば、銃規制の問題について、多くの感染者から一つの観点を何度も聞かせられれば、反復により馴染んできて、自分の考えになる。あるいは何かのセミナーで、嫌な思いをさせられたあとで最後はほっとさせてくれる認知的不協和によってプログラムされる。また、だいたい正しそうだが、一部は有害な概念を耳にする（トロイの木馬）、といったケースが考えられる。
複製
ミームが心に侵入すると、そのミームが人を動かす。その行動は、他の心へそのミームを複製させる働きを持つ。複製には、ミームの内容を変形させたり省略しないような正確な複製法が必要になる。例えば、「伝統」というミームは、その性質上変形しにくい。あるいは宗教においては、あるミームが真理であるという教えによって保たれることもある。また、ミームを変形させると罰せられるような組織では正確な複製ができる。
英単語の場合、一つの単語に正しいスペル（つづり）が一つしか無いというミームは真理ではない。辞書が普及する以前、人々は一つの単語を様々なスペルで書いていた。しかし、今では「正しい」と見なされたスペルが教育によって保たれるようになった。
拡散
人々へ拡散するには、会話などの言葉によることもあれば、ファッションの流行のようにある行動が他の人々へ影響を及ぼすこともある。あるいは、テレビのような媒体によることもあれば、宗教の布教活動によることもある。
マインド・ウイルスの中でも、特に拡散しやすいウイルスがある。例えば、ウイルス自体を広めるように人を動かす「伝道」を含んだウイルスは、伝道によってウイルスが積極的に広まっていく。あるいは、人々の危機意識を利用したり、「子供を助けよう」といったミームで人々の注意を引く、などが考えられる。
侵入・複製・拡散の条件を満たす何らかの概念や教義といったものを信じ込んでいるならば、意図的に自分をプログラムしている場合を除いて、マインド・ウイルスに感染していることになる。

### 文化ウイルス

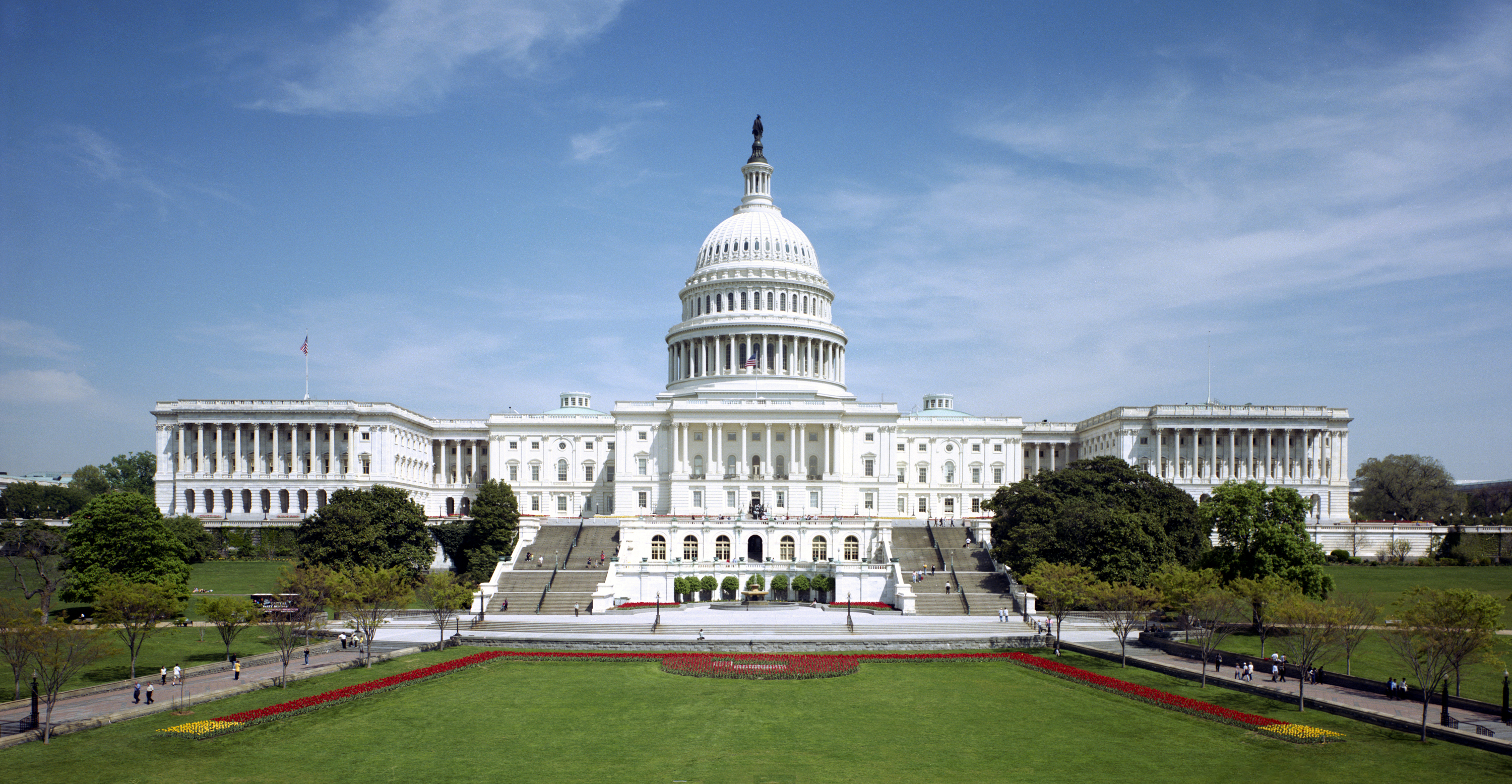
アメリカ合衆国議会議事堂

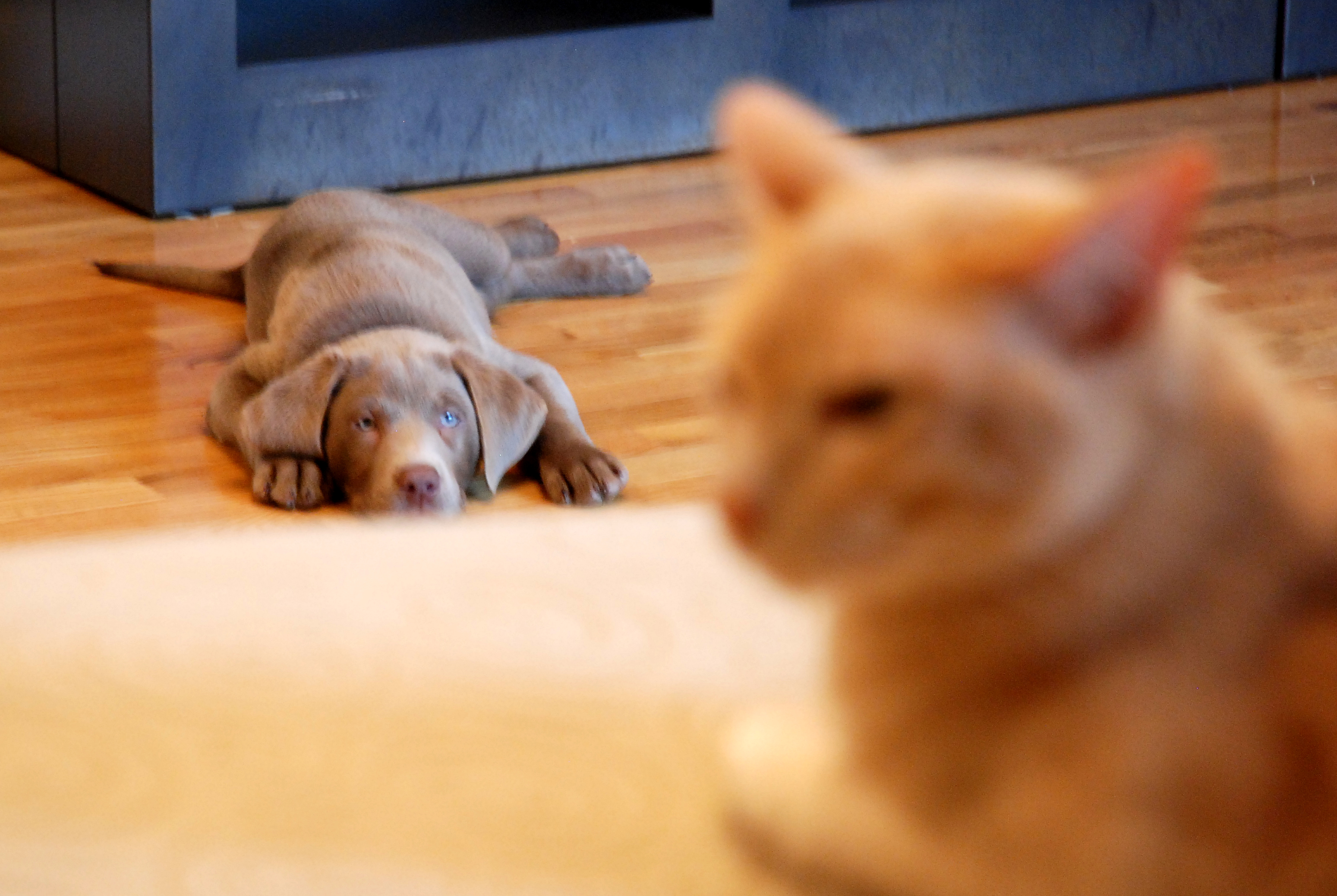
犬や猫はペットとして多くの人に飼われている。

文化ウイルスには、テレビCMやテレビ番組、ジャーナリズム、政府、宗教、迷信などが含まれる。こういった文化ウイルスは、進化の力により自然発生したものである。ウイルスの進化は、ウイルス同士による心の争奪戦によって決められていく。より多い人々の心に複製を作れたウイルスが生き残り、それができないウイルスは消えていく。つまり文化要素は全て、それ自身を永久に存続させる方向へと進化するのである。
ウイルスは、私たちの注意を強く引くものほど生き残りやすい。注意を引くものは、私たちに強い感情を引き起こすものである。例えば、危険、食べ物、生殖等に関するミームは、私たちに強い感情を引き起こす。あるいは、私たちの「何かに属したい」という衝動や権力への追従といった衝動などを利用すれば、人の強い感情を引き起こして注意を引くことができ、進化の上で有利である。
以下に文化ウイルスの例をあげる。
テレビCM
テレビCMは競争によって、自然に進化してきた。その過程でCMは、製品の利点を論理的に解説するよりも、音楽や映像などを用いて感覚に訴えるものに進化していった。例えば、トロイの木馬のやり方で、音楽を楽しんでもらいながらミームを心に送り込むのである。
そして製品といい気分の関連づけミームを視聴者の心に作る。つまりテレビCMは、人々が製品を見た時によい気分になるように、心をプログラムするのである。
成功するテレビCMは、人々に強い感情を引き起こすものである。例えば、性的な刺激を使う。また、笑えるCMでいい気分にさせたり、「同類の人」ミームで視聴者に一体感を持たせたり、その製品がずっと昔から作られているという伝統ミームを用いたりする。
テレビCMが人々の生活に悪影響を与えるとしても、CM制作者が陰謀を持っているとは限らない。人間の意図がなくとも、ミーム進化によって文化は悪化しうるからである。
テレビ番組
テレビ番組も、視聴者に性的な刺激を与えたり、美味しそうな食べ物を映したり、権力者を映したり、世の中の危機や危険なものを映すように進化していっている。性、食べ物、権威、危機、危険といった本能に訴えかけるミームは、たとえ現実離れした内容であったとしても、私たちの注意を強く引くことができるからである。
テレビ番組に下品な内容が増えるのは、下品な内容は自己複製に優れているからである。
このようなマインド・ウイルスの進化が私たち人類にとってプラスになるとはかぎらず、有害になる場合もある。つまり、マインド・ウイルスは私たち人間にとって良いことか悪いことかという事とは関係なく進化していくのである。

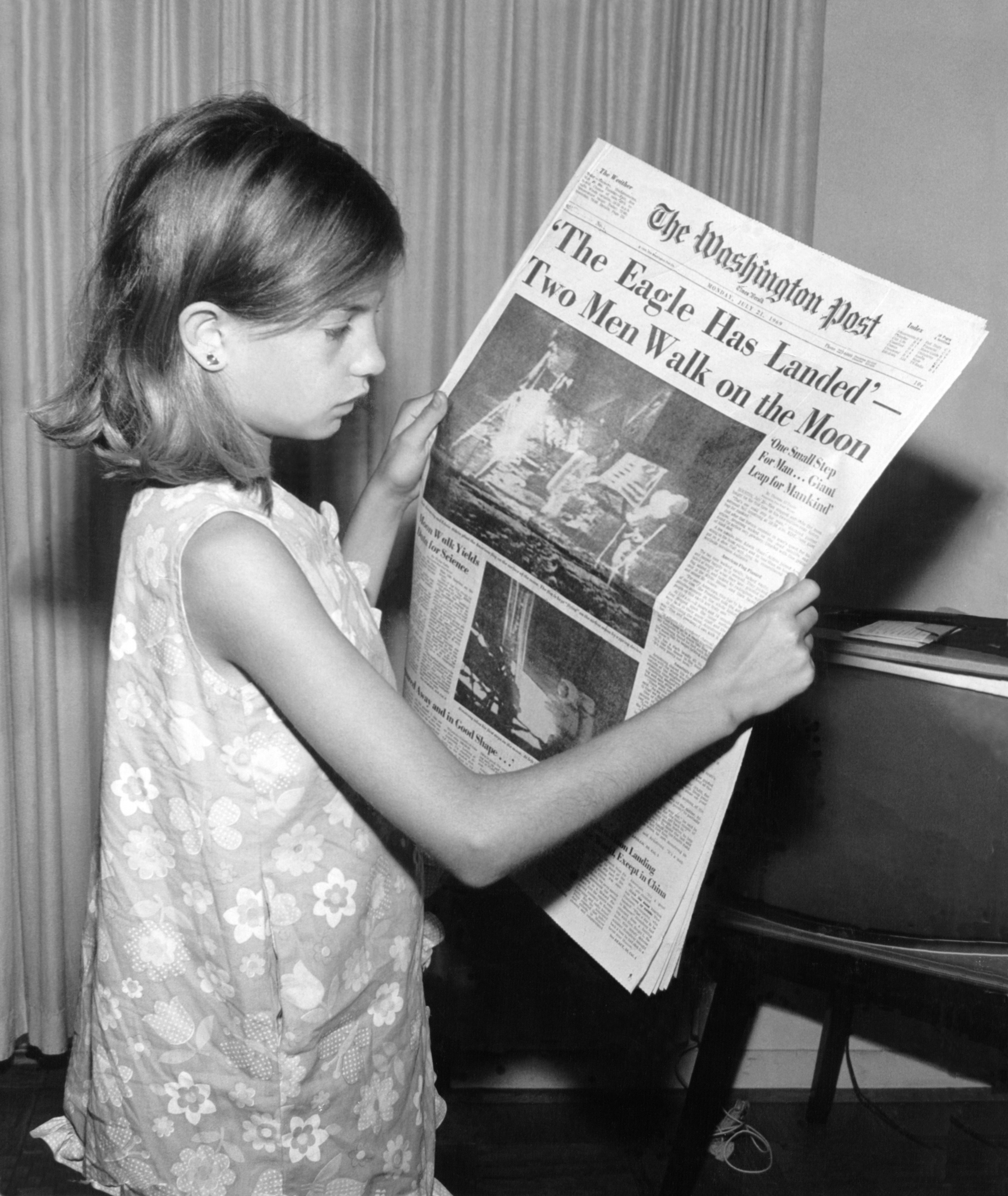
ワシントン・ポスト（1969年撮影）

ジャーナリズム

ジャーナリズムは、マインド・ウイルスの温床で、大量の情報が毎日コピーされている。
ニュースメディアはビジネスとしてやっていける必要がある。したがって新聞の記事になるものは、新聞が売れる記事でなくてはならず、テレビニュースで報道されるものは、人々がチャンネルを合わせるものでなくてはならない。
新聞やテレビニュースは中立であることが求められているが、何をニュースとして選ぶかを決めるところで、既に偏りが生じている。なぜなら、例えば新聞は、もし「今日も特に変わったことはありませんでした」といったことを伝えていたら売れなくなってしまう。「今日も特に変わったことはありませんでした」というミームは、面白くないからである。
ニュースメディアが人々の注意を引きつけるもう一つの方法は、「私達の日常では普通でないこと」を報道することである。例えば私達の日常が平和な世界であったとしても、ニュースはたえず世の中の「危険」な部分を映す。私達の脳は、「危険」な事柄に強い感情を引き起こされ、注意を払う傾向がある。そうした脳の傾向により、ニュースメディアは恐ろしいニュースを報道するように進化するのである。
陰謀論
いわゆる陰謀論という文化ウイルスは、ある集団が陰謀を企んでいるのではないかという人々の想像によって生まれる。例えば、ジョン・F・ケネディの暗殺についてである。様々な陰謀論が生まれるのは、人間は意味のないことでも意味づけをして、無意味な問題を解決しようとする傾向があるからである。
ミームがある集団に広まるとき、その集団に陰謀があるように見えることがある。例えばテレビCMが視聴者を上手く騙すようなものが増えていったとして、CM制作会社や業界に陰謀があるのだろうか。そうかもしれないが、それが意図的に生まれたものではなく、単にCMを作る人たちの間でミームが進化した結果だとも考えられる。
一方、企業や政治家による本当の陰謀もあるが、陰謀に関わっている人間が、悪いことをしている自覚があるとは限らない。そうした行動をとるようなミームにプログラムされているため、自分たちを客観的に見ることが難しいのである。この例には、ウォーターゲート事件が当てはまる。
政府

政府は文化ウイルスである。権力は人々を命令に従わせるが、マインド・ウイルスは命令に従う仕組みを利用して感染していく。したがって、権力に従い命令を受け入れる人が集まるところでは、マインド・ウイルスがたくさんの人々へ感染することになる。
権力というのは、自分を存続させる方向へ進化する。なぜならどんな議員も、政治に影響を及ぼすには選挙で勝つことが必要であり、そのために議員は国にとって何が最善かというのではなく、自分が選挙で支持が得られるミームを選択するからである。もしそうしなければ、選挙に負けてしまう。そして議員に選挙資金を出してくれる団体のミームは、そうでない団体のミームよりも議員に選ばれやすい。こうした進化により官民癒着が生まれる。
ブラックマーケット
政府が何らかの売買を禁止すると、その物を違法に取り引きする市場、ブラックマーケットという文化ウイルスが生まれる温床ができる。例えばアメリカ合衆国における禁酒法のもとで密売されていた密造酒である。政府がある物の規制を厳しくするほど、ブラックマーケットにおける密売の価格が上がる。
ペット

ペットは文化ウイルスである。ペットには侵入・複製・拡散と、マインド・ウイルスに必要な条件がそろっている。まず、ペットは可愛らしさで心に侵入する。そしてペットの遺伝情報は、血統が人間の手によって守られるので正確に複製される。そして社会に広まっていく。
人の脳は「子供を守りたい」という感情を持つ傾向があるが、ペットは、あたかもペットが自分の子供であるかのような感情を人に引き起こす。そしてペットという文化ウイルスが人に発する指令は、ペットの世話をすることである。
ペットはより可愛らしく、人に愛されるように進化してきた。人に可愛がってもらえなければ、ペットとして生きていけない。こうして、可愛い動物だけがペットとして選択されていく。
ただしマインド・ウイルスが全て有害だということではないので、ペットに対してミーム学が否定的であるという訳ではない。
キャラクター
日本社会で言う「ゆるキャラ」「アイコン」「アニメ」などのキャラクターをアメリカ社会ではミームと呼ぶ。

### 設計ウイルス
設計ウイルスは自然発生した文化ウイルスと違い、特定の目的のために人工的に作られたマインド・ウイルスである。ただし、これは設計者がミーム学を知っているという意味ではない。ミーム学を理解した上で設計ウイルスを作るケースも考えられるが、そうでなくても、設計ウイルスの技術は人々に利用されている。設計ウイルスは、感染した人に伝道活動や勧誘をさせるミームによって広まっていく。
設計ウイルスには、誰かがお金を稼ぐためのウイルスや、誰かが権力を得るためのウイルス、そして人々の生活の質を向上させるためのウイルスといったものが考えられる。

#### 利益目的ウイルス

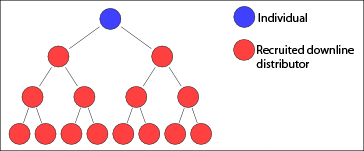
マルチ商法はピラミッド型に販売員を組織する。

以下に利益目的ウイルスの例をあげる。
無限連鎖講(ネズミ講)
無限連鎖講は一般にネズミ講と言われ、ピラミッド型の組織の会員が、新たな会員を勧誘して会費の徴収をし続けることで利益を得る。例えば、ピラミッドの頂点に一人が立ち、その下に二名、その二名の下にそれぞれ二名ずつ計四名、その四名の下にそれぞれ二名ずつ計八名、といった組織をつくる。会員は全員で15人である（1＋2＋4＋8＝15）。新会員を16名集め、新たな会員から得られる金を会員全員に配り、頂点の人が脱退してピラミッドは二つに分裂する。これを繰り返していく。
これは会員を倍々に（指数関数的に）増やす必要があり、最終的に勧誘が不可能になり破綻する。2010年現在日本やアメリカにおいて無限連鎖講は違法である。
連鎖販売取引（マルチ商法）

連鎖販売取引はいわゆるマルチ商法であるが、日本やアメリカでは連鎖販売取引自体は違法ではない。連鎖販売取引は、ネズミ講と違い、製品を販売するピラミッド組織である。先に登録した販売員が、新しい販売員を勧誘する。そして自分の勧誘した販売員から売り上げの何パーセントかを受け取るのである。アムウェイなどの企業が連鎖販売取引を採用している。
電話会社のキャンペーン
ある電話会社と契約している人が、友達や家族もその電話会社と契約するように勧誘すると、割引サービスになるという仕組み。電話会社がこのサービスを宣伝すると、後はひとりでに自己複製という指数関数的な力で、契約者が増えていく。
持ち運び可能な携帯電話誕生以後は携帯電話の契約者が、また新たに開発されたスマートフォン等も、日本では各社キャンペーンにより契約者が増え、固定電話は減少傾向にある。

#### 権力目的ウイルス
カルトは権力目的のウイルスの一種である。ただしブロディによれば、カルトは宗教に限らない。ここでいうカルトとは、メンバーの個人的な、意図的な考えに基づかずに、メンバーを何らかの使命に束縛するミームとカルトを脱退すると重大な悪い結果を招くという二つのミームで、メンバーの人生を利用する集団である。
何らかの使命のミームでプログラムされたメンバーは、何らかの目的に向かって、カルトのために人生を費やす。それによりカルトのリーダーが金、性、人々の能力の掌握といった権力を得るのである。
巨大企業も権力目的ウイルスの一例である。企業は使命のミームで全社員の意志を一つの方向に向かわせ、業績を伸ばす技術を使う。例えば、「全ての人々に何々を与えよう」「業界で一番の品質を」等の企業目標をまとめたものである。
また、企業はストックオプションという報酬を使って従業員を企業に縛り付ける。カルトがメンバーを引き留めるのと同じように、「脱退すると悪い結果になる」というミームである。
企業が従業員を転職させないためのもう一つの方法は、入社して最初の頃はつまらない仕事をさせ、認知的不協和によって、「税金を払っている」ような義務感が生じ、その仕事が価値あるものに思えてくるようにさせる方法がある。

## 治療
リチャード・ブロディの考察する「マインド・ウイルスからの治療」を以下に述べる。
ウイルスに感染すると、心に送り込まれるミームによって、ストレスや混乱を感じたり、自己破滅的なミームで心をいっぱいにされることも多い。ある人々が、年を取るに連れて人生が退屈に思えたり、生きる意味がないと感じたりするようになっていく原因の一つはマインド・ウイルスである。マインド・ウイルスは、個人にとって大切なことから注意を逸らし、他のことをさせるようにし向けるからである。こうしたことは、本人が気付かないうちに進行する。
ブロディの言う「治療」とは、すなわち哲学的な「どう行動すべきか」という問題を「どんなミームで自分をプログラムすべきか」と言い換えたものである。ただし、ミーム学は人々に特定の哲学を教えるものではない。

### ミームの選択
安全を好む、性のチャンスを欲しがるなど、ミーム進化の要因となる脳の「傾向」は、あくまでも「傾向」であり、私達は必ずしも「傾向」に従う必要はない。私達は、自分で意識的に良いミームと判断したミームを持つことも可能であるとブロディは言っている。
脳がハードウェアでミームがソフトウェアだとすれば、ミームは心のプログラムである（これは、コンピューター・プログラムに喩えている）。何らかのプログラムが自分にとってマイナスならば、私達は自分の心のプログラムを変えることができる。つまり、自分にとって何がよいミームなのかを、自然淘汰に任せるのではなく、意識的に選択するのである。

### 瞑想
マインド・ウイルスのプログラムを、自分の意志で止める方法をブロディは紹介している。瞑想である。ただし宗教的なものではない。
やり方は、まずリラックスし、何も考えないようにし、浮かんでくる考えは、ただそれに気付くだけで反応せずに通り過ぎさせる。これを5分間続け、どのような気分になったかを確かめるのである。
これはマインド・ウイルスを完全に除去する方法ではなく、一時的に心をプログラムから解放する方法である。それによって完全にではなくとも、自分の心がいかにプログラムされているかを知る一つの方法である。
心のプログラムに気付くもう一つの方法は、自分の意見が他の人の意見と異なるときに、できるだけ相手の立場に立って、相手の話を理解するようにすることである。その後数日間、その時得た見方で時々周囲を見てみる。その見方を自分の考えにしないにしても、少なくとも自分とは異なる見方を知ることはできる。これによって自分のプログラムに気付くことができるのである。

## ミーム学による人種差別の説明

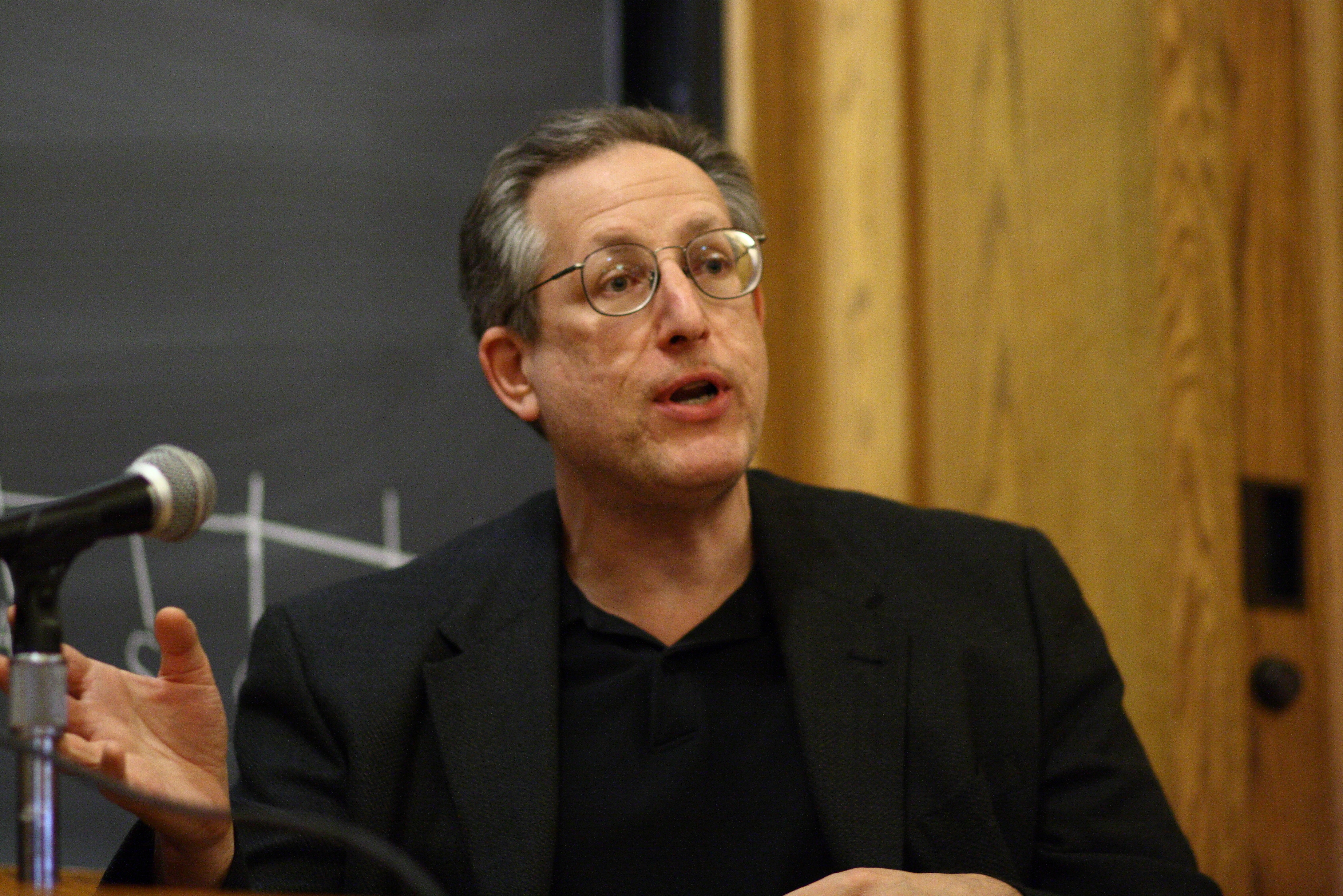
ジャック・バーキン

ジャック・バーキン（en:Jack Balkin）は、著書 Cultural Software:A Theory of Ideology (1998年) において、ミーム学の方法で、イデオロギー的思考の、最もよく知られる特徴を説明できると論じている。彼の "cultural software" 理論によれば、ミームは物語や文化的つながりのネットワーク、隠喩と換喩のモデル、多様な精神構造を形作る。
バーキンによれば、言論の自由や自由市場についての考えが生まれる場合の構造と同じ構造が、人種差別的な信念を生み出す。ミームが有害になるかどうか、あるいは不適応(役に立たない)かどうかは、ミームが生まれた源がどうであるかや、生まれ方がどうであったかより、ミームの存在する環境によるところが大きい。バーキンが描くところによると、人種差別的信念は「ファンタジー（幻想）」ミームであり、多様な人々が集まったときに、商売や競争を通じて、有害で不正な「イデオロギー」となる。

## スーザン・ブラックモアによるミーム学
スーザン・ブラックモアは、著書 The Meme Machine (『ミーム・マシーンとしての私』) でミーム学を発展させた。

## 議論
- ダーウィニズムの有効性について議論したジャロン・レニエとドーキンスの対談 "Evolution:The discent of Darwin" の中で、レニエはミームについて、「アイディアは遺伝子のできないことでも何でもできます。私たちは，その長期的価値に基づいて，その直接の生存可能性に基づいてではなく，アイディアを保持しておく能力をもっています。アイディアは，絶滅すること無く，互いに影響しあうことがありえます。」と述べ、ドーキンスは「あなたの言うことの大部分には賛成するよ。しかし，もし私のもともとのミームについての提案を見れば，それが完全にレトリック上の手段だったことがわかるはずさ。人々に，彼らが今読んできた利己的遺伝子についてのことはあるけれど，DNAがすべてじゃないってことを分からせるためのね。ミームは表現手段を提供したんだ。遺伝子だけが自己複製する存在ではないというための。たぶん，アイディアも同じ役割を演じているんだとね。私は，ミームがヒトの文化を説明するものだなんて言ってないよ。」と述べた[15][注 2]。
- 1999年のケンブリッジ大学で開かれたミームについてのシンポジウムでは「ミームが存在するという何らかの証拠が必要だ」という疑問が投げかけられた[17]。
- ブロディによると、1996年現在ミーム学は新しいパラダイムであり、心の科学という分野に大きなパラダイムシフトを起こしている[2]。新しいパラダイムが一般の人々へ受け入れられるには時間が掛かり、無視・嘲笑・批判といった段階を通らなければならないようであると、ブロディは述べている。

## インターネットミーム
インターネットミーム (en:Internet Meme) とは、インターネット上で広まった何らかの情報であるが、一般に笑いを誘う画像、動画、フレーズ等とそれらを模倣して多くの人に作られたものを言及するのに使われる言葉である。「インターネットミーム」という言葉の由来は、リチャード・ドーキンスの作った「ミーム」である。ただし、特に科学的な考察を目的に使われている用語ではなく、単にインターネット上で流行した面白いものを指す用語だと考えられている。英語圏では単にmemeとも言われる。
例えば「死体ごっこ (planking)」というインターネットミームは、死体のように寝そべって写真を撮るというコンセプトで、人々によって様々な画像が作られている。
2010年現在、「インターネットミーム（Internet Meme）」という言葉は主に英語圏で使われているが、Googleでカタカナの「インターネットミーム」を検索すると日本語圏でも使われていることが分かる。日本語では「ネットミーム」と略されていることもある。

## 関連語

### 類語
- 文化遺伝子 （culturgen） （Lumsden and Wilson, 1981）

### 派生語
- ミーム型（memotype） - 遺伝学における遺伝子型に相当する概念。
- ミーム学者（memeticist） - ミーム学を学ぶ人、またはミーム技術者のこと。
- ミモイド（memeoid, memoid） - 自身の命さえも危険にさらす程の強い影響をミームから受けている人。例えば神風特攻隊、自爆テロ犯など。
- レトロミーム（retromeme） - 既存のミーム複合体に自身の分身を送り込もうとするミーム。
- メタミーム（metameme） - ミームに関するミーム。
- ミーム複合体（memeplex, coadapted meme complex） - 相互に支えあいながら進化してきたミームの複合体。例えば宗教、科学など。

## ミームをモチーフにした作品
- ミームいろいろ夢の旅 - 教育・教養TVアニメ。本項と同名のコーディネータ的主人公は、この概念をモチーフに命名された。
- ミームの冒険
- ミーム - シンガーソングライター・ルルティアのアルバム。
- メタルギアソリッド2 - アクションゲーム。ミームの継承をテーマとする。
- アクアノートの休日 - 海洋アドベンチャーゲーム。PS3で発売されたシリーズ第4作「アクアノーツホリデイ 隠された記憶」ではミームが重要な要素として登場している。
- フォーエバー・ヤン ミュージック・ミーム4 - ヤン富田のCD、ライブDVD、112ページの書籍からなるミュージック・ミームシリーズ最後の統合作品。
- ビットワールド
- The Epic of Zektbach - 音楽ゲームから派生した一連の作品。「人類はミームによって支配されている」という世界観のもとで展開する。
- GHOST IN THE SHELL / 攻殻機動隊 原作　士郎正宗　監督　押井守　脚本　伊藤和典 - 人工脳神経回路が存在する近未来。自らを情報の海から産まれた生命体だと名乗るプログラムと全身サイボーグの身体を持つ人間との融合を描く。
- SCP財団